# Colombia
La Colombia (pronuncia italiana /koˈlombja/, pronuncia spagnola [ko̞ˈlõ̞mbjä]), formalmente Repubblica di Colombia (República de Colombia), è uno Stato della regione nord-occidentale dell'America Meridionale, la cui superficie è di 1 141 748 km² (2 070 408 km² se si aggiungono i 928 660 km² di estensione marittima). Delimitata a est da Venezuela e Brasile, a sud da Perù ed Ecuador e a nord-ovest da Panama, dal Mar dei Caraibi a nord e dal Pacifico a ovest, è l'unico paese sudamericano ad affacciarsi sui due oceani che bagnano il continente; fanno parte della Colombia anche le isole dell'arcipelago di San Andrés, Providencia e Santa Catalina; è il sesto Paese più esteso dell'America ed il quarto per popolazione. La capitale è Bogotà.
Il ricco patrimonio culturale della Colombia riflette le influenze di varie civiltà amerindiane, insediamenti europei, schiavi africani e immigrazione dall'Europa e dal Medio Oriente. Lo spagnolo è la lingua ufficiale della nazione, oltre alla quale si parlano oltre 70 lingue. Il territorio che comprende l'attuale Colombia fu originariamente abitato da tribù di amerindi che migrarono dall'America centrale e dai Caraibi.
Le tribù principali furono muisca, quimbaya, tairona e zenu, appartenenti alle famiglie delle lingue arawakana, chibcha e caribe.
Parte del sud fu abitato dagli Inca. Nel XV secolo i conquistadores spagnoli occuparono e colonizzarono il territorio, istituendovi il vicereame della Nuova Granada.
Nel 1819, con le campagne di Simón Bolívar, la Colombia ottenne l'indipendenza dalla Spagna insieme alle attuali Panama, Venezuela ed Ecuador, unite in un'unica repubblica chiamata Gran Colombia. Tuttavia già nel 1830 la Grande Colombia si divise in seguito a guerre intestine che portarono alla separazione delle attuali Venezuela ed Ecuador.
I territori oggi noti come Colombia e Panama emersero come Repubblica della Nuova Granada; successivamente esse si federarono con la Confederazione Granadina nel 1858, per formare poi gli Stati Uniti di Colombia nel 1863, fino al consolidamento dell'attuale repubblica centralista nel 1886.
Nel 1903, dopo la Guerra dei mille giorni, si arrivò alla secessione del dipartimento di Panama. Nel 1932 la Colombia fu coinvolta in una guerra contro il Perù per la contesa di un vasto territorio denominato trapezio amazzonico, che fu risolta attraverso la mediazione della Società delle Nazioni.
Nel 1948 incominciò un'epoca di tumulti sociali che condusse ad una guerra civile che sfociò nell'attuale conflitto armato tra il governo e le formazioni paramilitari da un lato e trafficanti di droga e la guerriglia comunista dall'altro, e che produce come conseguenza decine di migliaia di morti, feriti, persone scomparse e milioni di sfollati, classificando la Colombia come uno dei Paesi più violenti al mondo ed uno dei maggiori esportatori di droghe.
Ciononostante la Colombia ha avuto istituzioni relativamente stabili, fatta eccezione per gli anni tra il 1953 ed il 1957, in cui sperimentò un colpo di Stato militare che portò al governo del generale Rojas Pinilla. La Colombia è all'inizio del XXI secolo una potenza di media grandezza, con il PIL al terzo posto tra i Paesi del Sud America, in cui è significativa la produzione di caffè e l'esportazione di fiori, carbone e petrolio.
La maggioranza del bilancio dello Stato è assorbito dalle spese militari, che sostengono l'esercito più numeroso del continente in rapporto alla popolazione, il quale è impegnato nel conflitto armato contro le due guerriglie colombiane attualmente attive: le Forze Armate Rivoluzionarie della Colombia (FARC) e l'Esercito di Liberazione Nazionale (ELN).
Presenta una grande diversità culturale ed una delle più ampie biodiversità del pianeta. La Colombia è una repubblica unitaria di tipo presidenziale; il potere legislativo è esercitato dal Congresso, composto da Senato (102 senatori) e Camera di consiglio (166 deputati).

## Toponomastica

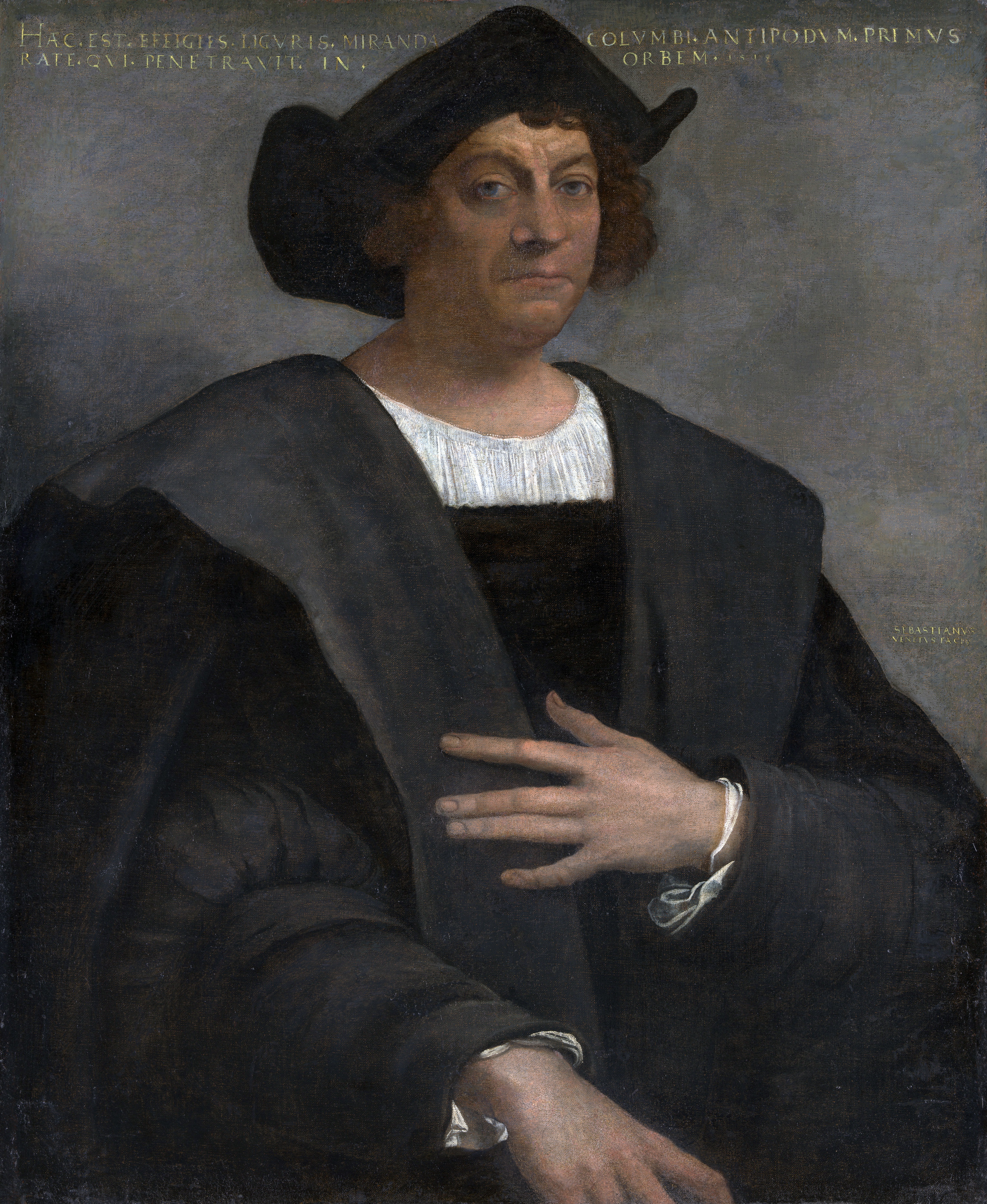
Colombia, o terra di Colombo, in onore di Cristoforo Colombo.

Il suo nome ufficiale è "Repubblica di Colombia" Il nome Colombia deriva dal nome di Cristoforo Colombo. Il nome Colombia è stato formulato dal patriota venezuelano Francisco de Miranda per denominare l'unione delle repubbliche americane dopo l'indipendenza, rendendo omaggio in questo modo a Cristoforo Colombo, scopritore del Nuovo Mondo.
Il 15 febbraio 1819, durante il Congresso di Angostura, venne proclamato lo Stato che adottò il nome di Repubblica di Colombia, nota oggi come Grande Colombia al fine di evitare confusione con l'attuale Colombia, con la sovranità sul territorio del Vicereame della Nuova Granada, Quito e Capitaneria generale del Venezuela.
Il nome venne proposto da Simón Bolívar nella Carta di Giamaica.
Nel 1830 venne costituita come una repubblica, sotto il nome di Repubblica della Nuova Granada, e subito dopo divenne uno Stato federale, con il titolo di Confederazione Granadina e con l'adozione della Costituzione del 1858. Prese il nome di Stati Uniti di Colombia nel 1863, che nel 1886 divenne l'attuale nome di Repubblica di Colombia, iniziativa che andò incontro alle proteste del Congresso di Ecuador e Venezuela, considerandola un'usurpazione unilaterale del patrimonio storico comune.
L'origine del nome della Colombia è stata menzionata anche in una delle strofe dell'inno nazionale, che recita così: « [...] Si bagna nel sangue di eroi la terra di Colombo...».

## Storia

### Epoca pre-colombiana

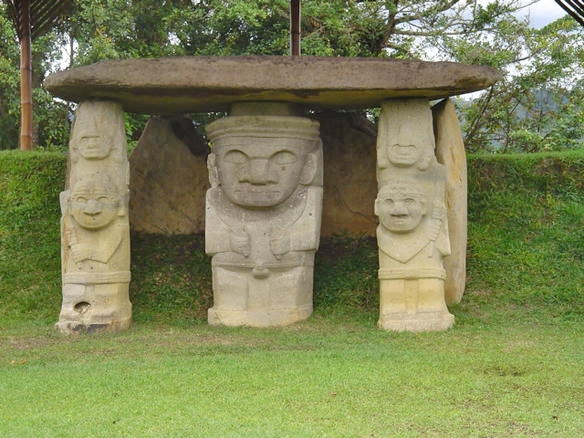
Statue della Cultura San Agustín.

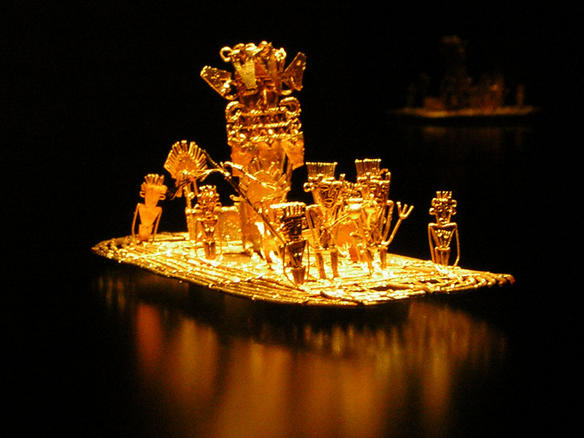
Zattera d'oro della cultura Muisca. Possibile origine della leggenda di El Dorado.

Basandoci sui resti archeologici come El Abra, il popolamento del territorio dell'attuale Colombia dovrebbe essere iniziato tra l'11.000 e il 20.000 a.C.
Le vie del popolamento furono varie, come testimoniano le diverse famiglie linguistiche e le differenze culturali (paleoindio, arcaico, formativo).
Nella regione caraibica della Colombia, in particolare nella regione del Canal del Dique, all'inizio della prima fase formativa intorno al 4000 a.C., vi erano già alcuni insediamenti semisedentari, suddivisi in gruppi di diverse famiglie che abitavano in grandi case denominate maloca e combinavano le loro normali attività di caccia e raccolta con la prima forma di agricoltura, sia su piccola che grande scala. È probabile che esistessero contemporaneamente accampamenti semipermanenti lungo la costa, per accogliere altri gruppi di persone impegnate in attività di pesca e raccolta di molluschi.
A Puerto Hormiga (Bolívar) sono state trovate tracce del periodo arcaico, che includono alcuni dei più antichi resti di ceramiche mai trovati in America e risalenti al 3.000 a.C. circa, momento in cui inizia la coltivazione del mais su piccola scala sull'altipiano cundiboyacense, dimostrando come questo alimento sia diventato un componente essenziale della dieta degli abitanti dei villaggi. Le prime coltivazioni di manioca sembra abbiano avuto luogo nella regione dei Caraibi.
Nel territorio colombiano si sono trovate tracce di culture che vissero durante il periodo formativo, circa intorno al 1.500 a.C. Si distinguono le culture di San Agustín e Tierradentro. Questo periodo si estende circa dal 1.500 a.C. fino all'arrivo dei conquistadores spagnoli nel XVI secolo. Il periodo formativo è stato suddiviso in tre fasi: un periodo preclassico che inizia circa nel 900 a.C., immediatamente successivo all'inizio dell'Olocene nel quale inizia il processo di insediamento di gruppi umani a la scoperta dell'orticoltura, che praticamente sostituisce la caccia e il nomadismo nella maggior parte delle tribù; il periodo classico, caratterizzato da una tecnologia più sviluppata in agricoltura, con coltivazioni di cetrioli, hibia, patate, fagioli e cacao. Il periodo postclassico, iniziato nel 900 d.C., in cui si sviluppò l'irrigazione delle colture e un'industria tessile abbastanza avanzata da soddisfare le esigenze di abbigliamento della popolazione. Altre culture pre-colombiane nel periodo formativo sono quella di Tumaco, di Calima, Nariño, Tolima, e Quimbaya Uraba. Nel XVI secolo le tre grandi famiglie linguistiche dominanti nel territorio dell'odierna Colombia erano arawak, caribe e chibcha.

### Colonizzazione spagnola
Lo spagnolo Alonso de Ojeda guidò gli esploratori che giunsero nella penisola de la Guajira nel 1499, in quello che è stato il primo contatto tra Europei e l'attuale Colombia. Undici anni più tardi le autorità spagnole fondarono Santa María la Antigua del Darién, prima colonia sul continente americano e poi, dopo il consolidamento della posizione nelle zone costiere, ottenuta fondando Santa Marta (1525) e Cartagena de Indias (1533), ebbe inizio l'esplorazione dell'interno, dove vennero fondate Popayán (1536) e Bogotà (1538). Le Leggi di Burgos del 1513 cercarono invano di impedire gli abusi inflitti alle popolazioni indigene, che schiavizzate dai conquistatori erano costrette a lavorare nelle miniere e ad abbracciare la fede (evangelizzazione). La situazione produsse numerose rivolte indigene che impedirono la pacificazione del territorio fino al 1560. Le istituzioni costringevano le popolazioni indigene al pagamento delle tasse e al lavoro forzato. Allo stesso tempo, il commercio di schiavi africani venne introdotto dal porto di Cartagena de Indias.
Nel 1528 vi fu un tentativo di colonizzazione tedesca in Colombia e Venezuela da parte della famiglia Welser d' Asburgo per conto dell'Imperatore del Sacro Romano Impero Germanico, Carlo V concesse questi territori alla famiglia di banchieri tedeschi per saldare il debito contratto con loro per la sua elezione a Imperatore di Germania, venne così fondata la colonia della Piccola Venezia, istituzione che cadde nel 1546.
Le istituzioni coloniali si insediarono nel 1550, quando venne costituita la Real Audiencia de Santa Fe de Bogotà, che comprendeva i territori delle province di Santa Marta, Rio San Juan, Popayán, Guyana e Cartagena de Indias. Nel XVIII secolo Nuova Granada sorse come Vicereame, con capitale nella città di Santa Fé.
Per tutto il tempo la colonia fu bersaglio degli attacchi dei pirati al servizio della Corona britannica, che fu sconfitta nel 1741. Nel 1781 ci fu un'insurrezione della comunità, ricordata come rivolta dei Comuneros, prima manifestazione di identità creola, con i ribelli in marcia attraverso la capitale per protestare contro nuove tasse e rivendicare la loro quota di ricchezza nazionale.

### Emancipazione

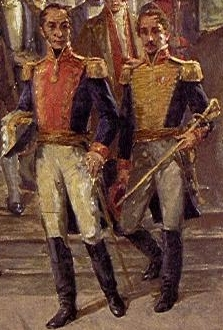
Bolívar e Santander nel Congresso de Cúcuta.

Dopo l'invasione francese della Spagna nel 1808, iniziarono i movimenti indipendentisti nelle colonie spagnole delle Americhe. Nella Nuova Granada erano inizialmente guidati da Antonio Nariño, contrario al centralismo spagnolo, che indusse una forte opposizione contro il Vicereame.
Dopo l'indipendenza di Cartagena dell'11 novembre 1811, ci furono due governi che terminarono in una guerra civile: un periodo che venne chiamato Patria Boba. Nel 1812 vennero proclamate le Province Unite di Nuova Granata, guidate da Camilo Torres Tenorio. Nel 1813 venne proclamata l'indipendenza di Antioquia, nello stesso anno in cui Simón Bolívar lanciò una campagna militare in Venezuela, dove venne però sconfitto l'anno successivo e costretto a fuggire nella Nuova Granada nel 1814.
Nonostante i successi della ribellione, la nascita di due distinte correnti ideologiche (centralista e federalista) portò ad uno scontro interno di cui si giovarono gli spagnoli, le cui truppe nel 1816 riuscirono a sedare la ribellione e a ripristinare le istituzioni e il Vicereame. Il Vicereame reintegrato punì duramente i ribelli, consolidando un regime di terrore sotto il comando del viceré Juan de Sámano. Questo radicalizzò ulteriormente il desiderio d'indipendenza tra la popolazione, in seguito anche al cattivo andamento economico e alla situazione militare in Spagna, culminata nella battaglia di Boyacá del 1819. Una volta a Bogotà, Simón Bolívar proclamò l'indipendenza della Nueva Granada dall'Impero spagnolo.
Il Congreso de Cúcuta del 1821 promulgò una Costituzione il cui obiettivo principale era quello di creare la Repubblica di Colombia (ora nota come Grande Colombia), comprendente i territori degli attuali Colombia, Venezuela, Ecuador e Panama. Ma l'unione indipendente per la quale aveva combattuto Bolívar si dimostrò altamente instabile politicamente a causa delle rivalità e degli interessi particolari interni alla nuova classe dirigente, che portarono alla separazione del Venezuela nel 1829, seguita da quella dell'Ecuador nel 1830, anno della morte di Simón Bolívar.

### Primo secolo della Repubblica
Dal 1839 al 1884 nel Paese si mantenne una grande instabilità che si acutizzò in una serie di guerre civili, le quali segnano ancora la storia della Colombia odierna; alcune di queste propiziarono modifiche costituzionali, del regime e del nome del paese. Nel 1839 scoppiò la prima guerra civile colombiana, detta Guerra dei Conventi. La ribellione venne organizzata da José María Obando. Nel 1849 vennero fondati i due partiti politici più antichi: quello conservatore, legato alla grande proprietà fondiaria, al sistema produttivo agricolo latifondista e alla Chiesa cattolica, e quello liberale, espressione del nascente capitale industriale e creditizio.
Con il passare del tempo crebbe il conflitto fra le diverse visioni politiche: quella del partito conservatore, per un governo fortemente centralizzato e un'alleanza con la Chiesa Cattolica Romana e quella liberale, che sosteneva l'idea di un governo decentrato e che preferiva l'intervento dello Stato piuttosto che quello della Chiesa in questioni civili come l'educazione dei cittadini. I liberali videro in Santander un loro precursore per le sue inclinazioni federaliste, mentre i conservatori cercarono di utilizzare politicamente la figura di Bolívar, a partire dalla sua volontà di costruire uno Stato centralista. Rimase una contraddizione di fondo insolubile per il partito conservatore: mentre Bolívar insisteva sullo Stato centralizzato per rafforzare l'indipendenza della Gran Colombia e univa all'indipendentismo l'idea della giustizia sociale, della liberazione degli schiavi e della lotta al latifondo, il partito conservatore si muoveva con obiettivi quasi opposti. La figura di Santander risultava essere invece affine agli interessi di entrambi i partiti.
Nel 1854 José María Melo condusse un colpo di Stato che divise il paese sia politicamente che militarmente. Vi fu una drastica riduzione delle forze armate, un requisito importante per instaurare il federalismo, che durò fino al 1859, momento in cui si arrivò alla quarta guerra civile con l'inizio di una ribellione nello Stato del Cauca, che rovesciò il governo tra il 1860 e il 1863. Da questo periodo fino al 1876, durante gli anni della Costituzione di Rionegro (che favorì l'autonomia degli Stati e la creazione di potenti eserciti regionali in contrasto con la debolezza politica del governo centrale) si contarono circa 40 guerre civili regionali e solo una nazionale. Nello stesso anno prese il potere Achille Parra. Nel 1884 i radicali liberali cercarono di rovesciare il presidente Rafael Núñez senza riuscirci. Durante tutte queste guerre civili il paese cambiò continuamente nome. Dal 1831 al 1858 il Paese fu chiamato Repubblica della Nuova Granada; dal 1858 al 1861 fu chiamato Confederazione Granadina; dal 1861 al 1886 fu la volta di Stati Uniti di Colombia e infine, dal 1886, si ripristinò la denominazione "Repubblica di Colombia".
Il XX secolo ebbe inizio nel bel mezzo della Guerra dei mille giorni che causò circa 100.000 morti.
Nel 1903 Gli Stati Uniti riuscirono, per mezzo di un movimento secessionista, a ottenere la nascita di Panama come Stato indipendente dalla Colombia e diedero inizio alla costruzione del canale interoceanico. Questi eventi portarono alla rinuncia al proprio mandato del governo di Rafael Reyes nel 1909. La Colombia non riconobbe la Repubblica di Panamá fino al 1921. Nel 1910 l'unico presidente del partito repubblicano, Carlos Eugenio Restrepo, assunse il potere. Nello stesso anno l'approvazione di un emendamento costituzionale vietò l'impegno in politica alle forze militari.
La modernizzazione della società colombiana determinò l'approfondimento dei conflitti interni e lo sviluppo di nuove contraddizioni. Allo scontro tra la parte della società che esprimeva gli interessi della grande proprietà agricola e quella legata la processo di industrializzazione, si aggiunse quello generato dallo sviluppo del movimento agrario e alla forte tensione derivante dalla crescita del proletariato urbano e del movimento operaio legato ai centri industriali.
Nel 1928 uno sciopero dei lavoratori impiegati nel settore della produzione ed esportazione delle banane, controllato dal 1891 dal monopolio della United Fruit Company, venne represso nel sangue a Ciénaga, vicino a Santa Marta. Questo episodio, che costò la vita a 3.000 persone radunate nella piazza della città e sulle quali venne fatto aprire il fuoco delle mitragliatrici dell'esercito dopo aver bloccato le vie di fuga, inaugurò la pratica incostituzionale di utilizzare le forze armate come strumento di repressione politica, e viene ricordato con il nome di Masacre de las bananeras; tale crimine viene citato anche da Gabriel García Márquez nel suo capolavoro "Cent'anni di solitudine". Durante questo sciopero emersero alcune delle figure principali della storia colombiana come l'avvocato liberale Jorge Eliécer Gaitán e la dirigente sindacale Maria Cano.
Nel 1930 venne fondato il Partito Comunista Colombiano, mentre i moti di protesta si estendevano ad altri rami industriali e agricoli, unendosi alle agitazioni studentesche. Nello stesso anno si concluse l'egemonia ventennale dei conservatori.

### Dalla Repubblica Liberale al Fronte Nazionale

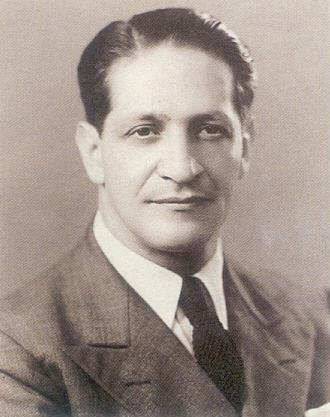
Jorge Eliécer Gaitán nel 1936.

Nel 1932 si scatenò la guerra tra Colombia e Perù, la prima guerra internazionale della Colombia come Repubblica indipendente.
Tra il 1930 e il 1946 il Partito Liberale governò il Paese. Tuttavia si formarono presto due tendenze distinte all'interno del partito: la destra liberale e la sinistra liberale progressista, capeggiata da Jorge Eliècer Gaitán, che si ispirava alle idee socialiste. Le tensioni interne al mondo liberale portarono i conservatori nuovamente al governo nel 1946 con Mariano Ospina Perez, che non godeva però della maggioranza al Congresso. Il mutato quadro politico si rese evidente con le elezioni presidenziali del 1948, quando Gaitán, che contava su un forte e crescente appoggio popolare, decise di candidarsi alla presidenza in alternativa anche al Partito Liberale, che si presentò sostenendo il candidato dell'ala destra Julio Cèsar Turbay.
Durante la fase finale della campagna elettorale un complotto produsse l'assassinio di Jorge Eliécer Gaitán, avvenuto il 9 aprile 1948 a Bogotà, per mano del giovane conservatore Juan Roa Sierra. Questo assassinio diede origine al Bogotazo, una serie di proteste violente nella capitale colombiana, duramente represse. Come conseguenza di questi eventi già nel 1948 si formano in alcune aree rurali alcune forze guerrigliere liberali, tra le quali i gruppi diretti dal giovane Manuel Marulanda Vélez e delle unità guerrigliere comuniste, che praticavano l'autodifesa armata delle comunità contadine.
Il Bogotazo viene considerato come l'inizio del periodo noto come La Violencia, in cui nelle regioni tradizionalmente fedeli a uno o un altro partito si commisero omicidi contro i membri locali di altri partiti politici. L'astensione del Partito Liberale alle elezioni presidenziali del 1950, in cui venne eletto Laureano Gómez, favorì la violenza tra i partiti in Colombia e l'accrescersi della repressione politica. Durante questo periodo il governo colombiano inviò un contingente di soldati per la Guerra di Corea. In cinque anni (dal 1948 al 1953) vennero uccise 300.000 persone e si svilupparono dei gruppi paramilitari chiamati "chulavitas", che avevano l'obiettivo di sterminare comunisti e liberali di sinistra in tutto il Paese. Nelle zone rurali i movimenti contadini di autodifesa, principalmente nel Tolima e negli Llanos orientales, promulgarono una Costituzione autonoma detta di "Vega Perdida". Questa iniziativa di indipendenza fallì, perché sorsero differenze tra parte dei capi della guerriglia liberale e le formazioni guerrigliere legate al partito comunista, in ordine alla tattica e alla disciplina. La maggioranza dei liberali, autodenominatisi "liberales limpios" (liberali puri) decise di abbandonare l'alleanza e combattere le formazioni comuniste e il gruppo di Marulanda, che, al contrario, mantenne e approfondì l'alleanza con i comunisti.
Con l'intento di pacificare il paese la classe politica favorì un colpo di Stato e mise al potere il generale Gustavo Rojas Pinilla nel 1953. La maggior parte dei guerriglieri liberali, attratti dalle proposte di pace istituzionali, consegnarono le armi, mentre il gruppo di Marulanda e i comunisti non credettero alle promesse del governo e continuarono la lotta armata contro lo Stato. In effetti molti dei guerriglieri liberali che avevano consegnato le armi furono poi assassinati mesi o anni più tardi.
Un accordo tra il Partito Liberale e il Partito Conservatore mise fine alla dittatura di Rojas Pinilla nel 1957 e una giunta militare provvisoria istituì il Fronte Nazionale, un accordo che prevedeva di assegnare ogni quattro anni la presidenza in modo alternato ai due partiti, indipendentemente dall'esito elettorale. Il Fronte Nazionale pose fine alla violenza tra liberali e conservatori, ma chiuse anche la porta a qualunque altra opzione politica. Le formazioni guerrigliere organizzarono nei primi anni sessanta, in alcune regioni nel centro della Colombia, alcune comunità contadine, stabilendosi in esse con le proprie famiglie e riuscendo a contrastare la violenza esercitata dai gruppi paramilitari. Il governo le qualificò come "inaccettabili repubbliche indipendenti" e lanciò contro di esse un'operazione militare che impegnò 16.000 uomini, nel maggio del 1964. Alcune decine di contadini si organizzarono come guerriglia mobile e riuscirono a rompere l'assedio sfuggendo all'attacco condotto dall'esercito a Marquetalia. A partire da questo episodio, sotto la direzione di Marulanda, a cui si era aggiunto qualche mese prima il dirigente comunista Jacobo Arenas, fondarono nel 1964 le FARC. Nello stesso anno, sotto l'influsso della teologia della liberazione venne creata anche una seconda formazione guerrigliera: l'ELN.

### Storia recente
La divisione dei poteri tra liberali e conservatori continuò anche dopo la fine del Fronte Nazionale nel 1974, anche se fu consentita la partecipazione di altri partiti politici dopo la riforma costituzionale del 1968. Nel corso degli anni settanta si formano altre forze guerrigliere, tra le quali l'M-19 e l'EPL. Nel 1982 arrivò alla presidenza del paese Belisario Betancour Cuartas, che propose di dialogare con le principali forze guerrigliere: EPL, M-19, ELN e FARC. Nel 1984 furono firmati gli "Accordi della Uribe" con le FARC, che prevedevano un cessate il fuoco, l'istituzione di elezioni popolari per sindaci e governatori, la decentralizzazione amministrativa e garanzie per l'attività politica di tutti i movimenti.
In conseguenza di ciò le FARC lanciarono nel 1985 il movimento politico Unión Patriótica. Nello stesso anno l'M-19 assaltò il Palazzo di giustizia di Bogotà, con 350 giudici della Corte Suprema al suo interno come ostaggi. L'esercito decise di attaccare il palazzo e nell'azione persero la vita un centinaio di persone tra le quali tutti i guerriglieri e molti giudici. Le polemiche furono particolarmente accese quando si venne a sapere che alcuni giudici erano stati uccisi da pallottole dell'esercito e non dell'M-19, il che lasciò pensare ad una scelta deliberata e consapevole dettata da ragioni politiche. Alcune delle vittime vennero fatte sparire: ancora oggi sono catalogate non tra i morti ma tra i desaparecidos.
Alle elezioni del 1986 l'Unión Patriótica elesse 14 parlamentari, ma in seguito a questa affermazione iniziò una vera e propria campagna di sterminio nei suoi confronti, conosciuta come il "genocidio politico dell'UP". In pochi anni vennero sterminati più di 5.000 membri e dirigenti di questo partito in tutta la Colombia, compresi due candidati alla presidenza del paese, prima Jaime Pardo Leal e poi Bernardo Jaramillo.
Questi eventi portarono le FARC a concludere che in Colombia non vi erano spazi per la lotta politica legale e a riprendere l'attività guerrigliera. Formarono un partito per la lotta politica clandestina chiamato Partito Comunista Clandestino Colombiano.
Nel 1990 il governo di César Gaviria ottenne la smobilitazione dell'M-19 e la consegna delle armi di questa forza. Alcuni membri dell'M-19 formarono un partito chiamato Alleanza Democratica, che fu tra i firmatari della nuova Costituzione l'anno seguente, mentre altri vennero uccisi dopo essersi smobilitati.

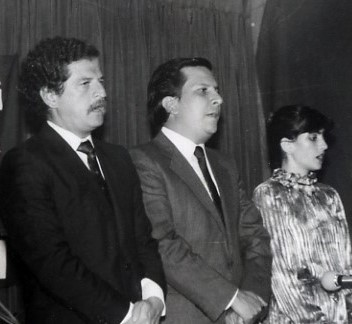
Membri del Nuevo Liberalismo, c. 1979. Da sinistra: Luis Carlos Galàn, Rodrigo Lara Bonilla e Gabriela White de Vélez. Galàn e Lara furono assassinati dai signori della droga.

Durante lo svolgimento di tutti questi eventi, il crescente traffico di sostanze stupefacenti all'interno del territorio colombiano stava prendendo piede come uno dei motivi principali della guerra civile colombiana. Nuovi disordini scoppiarono infatti tra i guerriglieri e i nuovi ricchissimi signori della droga. Addirittura nel 1981 venne creata la MAS (Muerte a Secuestradores) un'associazione criminale creata dai familiari delle persone appartenenti al cartello della droga rapite dai guerriglieri. Fu proprio in quella circostanza, infatti, che nacque "ufficialmente" il noto Cartello di Medellín guidato da Pablo Escobar che ben presto entrò in competizione con l'altro potente cartello della droga colombiano, il cartello di Cali, facendo scaturire una vera e propria guerra tra le due organizzazioni per il controllo dei traffici di droga. Contemporaneamente a questi fatti, molti narcos decisero di entrare in politica fondando anche movimenti politici con l'obiettivo non dichiarato di creare un narcostato. Molti politici e giornalisti allora, avendo compreso il pericolo di una simile situazione, decisero di opporsi strenuamente alla partecipazione politica dei signori della droga, alla corruzione e al narcotraffico in generale, combattendo con le armi della legalità e dichiarandosi apertamente sostenitori del trattato di estradizione con gli Stati Uniti, avverso ai narcos. Tra questi uomini figuravano in particolare il Ministro della Giustizia Rodrigo Lara Bonilla, assassinato nel 1984, il candidato dei liberali alle presidenziali del 1990, Luis Carlos Galán, e il giornalista e direttore del quotidiano El Espectador, Guillermo Cano Isaza.
All'inizio del 1990 si iniziò un processo detto di "apertura economica" di stampo neoliberista, sotto la presidenza di César Gaviria, che prevedeva il disimpegno dello Stato da settori economici chiave e il libero ingresso di capitali esteri. Se da un lato ciò permise alla Colombia di integrarsi all'economia globale e ai consumatori di poter accedere a un mercato più vario a prezzi più bassi, dall'altro questa situazione portò al fallimento di molte imprese locali e peggiorò notevolmente le condizioni di vita nelle campagne, restringendo il mercato per i piccoli agricoltori a vantaggio del latifondo e diede un impulso enorme alla coltivazione di coca, percepita da masse di contadini come unica possibilità di ingresso economico. Si sviluppò enormemente il narcotraffico e ai vecchi cartelli narcotrafficanti degli anni ottanta si sostituirono progressivamente, non senza scontri e ritorsioni, imprese paramilitari che godevano di appoggi politici, in particolare quelle unificatesi sotto la sigla AUC (Autodefensas Unidas de Colombia), che divennero uno dei maggiori trafficanti di cocaina al mondo, garantendosi con i proventi di tale commercio ampie risorse economiche. I gruppi paramilitari di estrema destra, parte della strategia di lotta controinsorgente, hanno spesso operato in modo coordinato con l'esercito regolare.
Dalla metà degli anni novanta, anche in conseguenza del peggioramento delle condizioni di vita di importanti fasce popolari, le guerriglie delle FARC e dell'ELN videro entrare nelle proprie file sempre più uomini e questo rafforzamento costrinse il governo di Andres Pastrana a negoziare un processo di pace con le FARC tra il 1998 e il 2002, smilitarizzando cinque municipi nell'area di San Vicente del Caguán (un'area di estensione pari alla Svizzera), mentre venne mantenuta la guerra nel resto del territorio colombiano.
In conseguenza dell'apertura dei dialoghi fra il 1997 e il 2001 le FARC rilasciarono 112 effettivi dell'esercito, della marina e della polizia, catturati durante i combattimenti degli anni precedenti; il governo rispose con la liberazione di 15 guerriglieri catturati dalle forze governative; successivamente le FARC liberarono altri 310 uomini, fra soldati e poliziotti, ma, nonostante gli accordi sottoscritti tra le parti per uno scambio di prigionieri di guerra, il governo non produsse altre liberazioni di guerriglieri.
Nel 2002 le FARC realizzarono il dirottamento di un aereo di linea della compagnia Aires, durante un volo interno, catturando un membro del Congresso colombiano che si trovava a bordo, e rilasciando gli altri passeggeri.
Nonostante Marulanda e Pastrana avessero firmato un accordo chiamato "Agenda comune per il cambiamento verso una Nuova Colombia", nel 2002 il governo decise di interrompere i dialoghi e riprendere la guerra in tutta la Colombia, potendo contare sul sostegno militare ed economico ottenuto nel frattempo dagli USA, attraverso il cosiddetto "Plan Colombia".
Successivamente le FARC catturarono Íngrid Betancourt, figlia di Gabriel Betancourt, ex-ministro del dittatore Rojas Pinilla, esponente politica dello Stato e candidata alla presidenza per il partito da lei fondato "Partido Verde Oxígeno", dopo aver tentato senza successo la carriera politica nel Partito Liberale. Con un discorso politico di centro-sinistra e una retorica da militante nella difesa dei diritti umani durante la propria campagna elettorale, pretese di incontrare i rappresentanti delle FARC senza avere nessun accordo con la guerriglia, nella vecchia zona smilitarizzata di San Vicente del Caguán, ridivenuta zona di guerra. Venne trattenuta dalla guerriglia con la sua vice Clara Rojas il 23 febbraio 2002 e mantenuta, insieme ai militari e poliziotti catturati in combattimento, in condizione di "prigioniero di guerra", con il fine di forzare il governo a realizzare quello scambio di prigionieri tra le parti che non era avvenuto durante i dialoghi del Caguán. Clara Rojas venne liberata unilateralmente dalle FARC nel gennaio del 2008, mentre il rilascio di Ingrid Betancourt fallì in seguito alla morte del capo negoziatore delle FARC Raúl Reyes, durante un bombardamento dell'esercito realizzato nel marzo del 2008. Fu liberata il 2 luglio 2008 attraverso un'operazione militare.
Nel 2002 giunse al potere Álvaro Uribe Vélez, ottenendo alte percentuali tra i tradizionalmente scarsi votanti (l'astensione è stata pari al 53,53% del totale), con la promessa di porre fine alla violenza dei paramilitari e di sconfiggere militarmente i gruppi guerriglieri.
Álvaro Uribe ha adottato una linea dura contro le Forze Armate Rivoluzionarie della Colombia (FARC, estrema sinistra), rifiutando il dialogo e preferendo affidarsi a una soluzione esclusivamente militare per porre fine al conflitto. Per schiacciare la guerriglia, si affidò in particolare ai paramilitari delle Autodefensas Unidas de Colombia (AUC, estrema destra), che fungevano da forza ausiliaria dell'esercito governativo "utilizzata per diffondere il terrore e sviare i sospetti sulla responsabilità delle forze armate nella violazione dei diritti umani durante il conflitto", secondo Amnesty International. I paramilitari sono ritenuti dalle Nazioni Unite responsabili dell'80% dei crimini e dei massacri commessi durante il conflitto.
Uribe estese la guerra contro le guerriglie delle FARC e dell'ELN, ma anche contro tutte quelle popolazioni considerate la base di appoggio della guerriglia. Durante il suo periodo crebbero enormemente le violazioni dei diritti umani, quali massacri paramilitari e dell'esercito, sparizioni forzate, omicidi di sindacalisti e di attivisti contadini, indigeni e dei partiti di sinistra. Per schiacciare la guerriglia, si affidò in particolare ai paramilitari delle Autodefensas Unidas de Colombia (AUC, estrema destra), che fungevano da forza ausiliaria dell'esercito governativo "utilizzata per diffondere il terrore e sviare i sospetti sulla responsabilità delle forze armate nella violazione dei diritti umani durante il conflitto", secondo Amnesty International. I paramilitari sono ritenuti dalle Nazioni Unite responsabili dell'80% dei crimini e dei massacri commessi durante il conflitto. Fu il secondo presidente di un partito diverso da quello liberale o conservatore in più di 150 anni, avendo formato una coalizione con elementi conservatori, liberali e di partiti minori intorno ad una forza politica chiamata la "U", come Uribe.
Durante il suo primo mandato Uribe propose un processo di smobilitazione ai gruppi paramilitari, che portò a lievi condanne nei confronti di alcuni dei capi storici, mentre il fenomeno del paramilitarismo si riconfigurò sotto nuove sigle, proseguendo le proprie attività. La coalizione di governo riuscì a riformare la Costituzione permettendo un secondo mandato presidenziale e Uribe riuscì a farsi rieleggere per il periodo 2006-2010.
Nel 2010 gli succedette Juan Manuel Santos con l'intenzione di continuare nella lotta senza quartiere contro i gruppi guerriglieri presenti nel paese. Nel 2011 Santos ottenne la ratifica del trattato di Libero Commercio con gli Stati Uniti.
I militari assestarono tra il 2008 e il 2011 alcuni colpi alla guerriglia delle FARC, senza tuttavia riuscire nell'intento di ottenerne un sensibile indebolimento. Sarà l'operazione condotta contro il comandante Raúl Reyes, che si trovava in un accampamento provvisorio in Ecuador mentre negoziava il rilascio della Betancourt, che scatenerà una crisi diplomatica della Colombia con l'Ecuador e il Venezuela nel 2008.
Per migliorare i propri risultati nella lotta contro la guerriglia, l'esercito colombiano ha effettuato esecuzioni di massa di civili, presentati come ribelli uccisi in combattimento. Sebbene tali abusi esistessero già in precedenza, il fenomeno si è diffuso a partire dal 2002, incoraggiato dai bonus pagati ai soldati e dalla quasi totale impunità. Lo scandalo, noto come Scandalo dei falsi positivi, è scoppiato nel 2008. Il sistema giudiziario colombiano ha riconosciuto nel 2021 almeno 6.402 civili giustiziati dall'esercito colombiano tra il 2002 e il 2008 per essere falsamente presentati come membri della guerriglia.
Negli ultimi anni la Colombia sta sperimentando un periodo di lieve miglioramento della situazione macroeconomica, mentre rimane molto critica la situazione sociale.
Data l'impossibilità di terminare il conflitto per via militare, il governo ha chiesto di aprire dei dialoghi di pace con la guerriglia, a l'Avana.
L'iniziativa ha ricevuto l'appoggio della grande maggioranza della popolazione e dei movimenti popolari colombiani, e ha potuto contare sulla partecipazione del governo cubano e di quello norvegese in funzione di garanti, e sull'appoggio del governo della Repubblica Bolivariana del Venezuela e quello del Cile come accompagnatori del processo.
Dopo aver pattuito un'agenda comune relativa ai temi da discutere (il primo dei quali riguarda la riforma agraria, causa storica del conflitto armato, politico e sociale che insanguina il paese), le parti hanno iniziato ufficialmente i lavori nell'ottobre del 2012.
Dal dicembre del 2014 la guerriglia mantiene un cessate il fuoco unilaterale a tempo indeterminato e nonostante finora non sia stato corrisposto da parte governativa, nella capitale cubana i dialoghi proseguono.
Il 19 novembre 2012 la Corte internazionale di giustizia si è pronunciata a proposito della causa intentata da parte del Nicaragua contro la Colombia per le isole caraibiche disputate, sostenendo che l'arcipelago appartiene a quest'ultima, riaffermando così la sovranità della Colombia sulle isole di San Andres, Providencia, Cayo Alburquerque, Roncador, Banco Serrana, Bajo Nuevo, Quitasueño e Serranilla. Tuttavia in quel caso la Colombia perse circa 75.000 chilometri quadrati di territorio marittimo nel Mar dei Caraibi, lasciando molta amarezza al governo del presidente Santos, che accusa la Corte internazionale di aver commesso diversi errori nella delimitazione delle acque territoriali tra Colombia e Nicaragua.
Roy Barreras, presidente del Senato colombiano, il 14 giugno 2013 ha ribadito che il Congreso de la República de Colombia non accetterà le modifiche alle frontiere a causa di un errore della Corte Internazionale di Giustizia.

## Geografia

Carta topografica della Colombia.

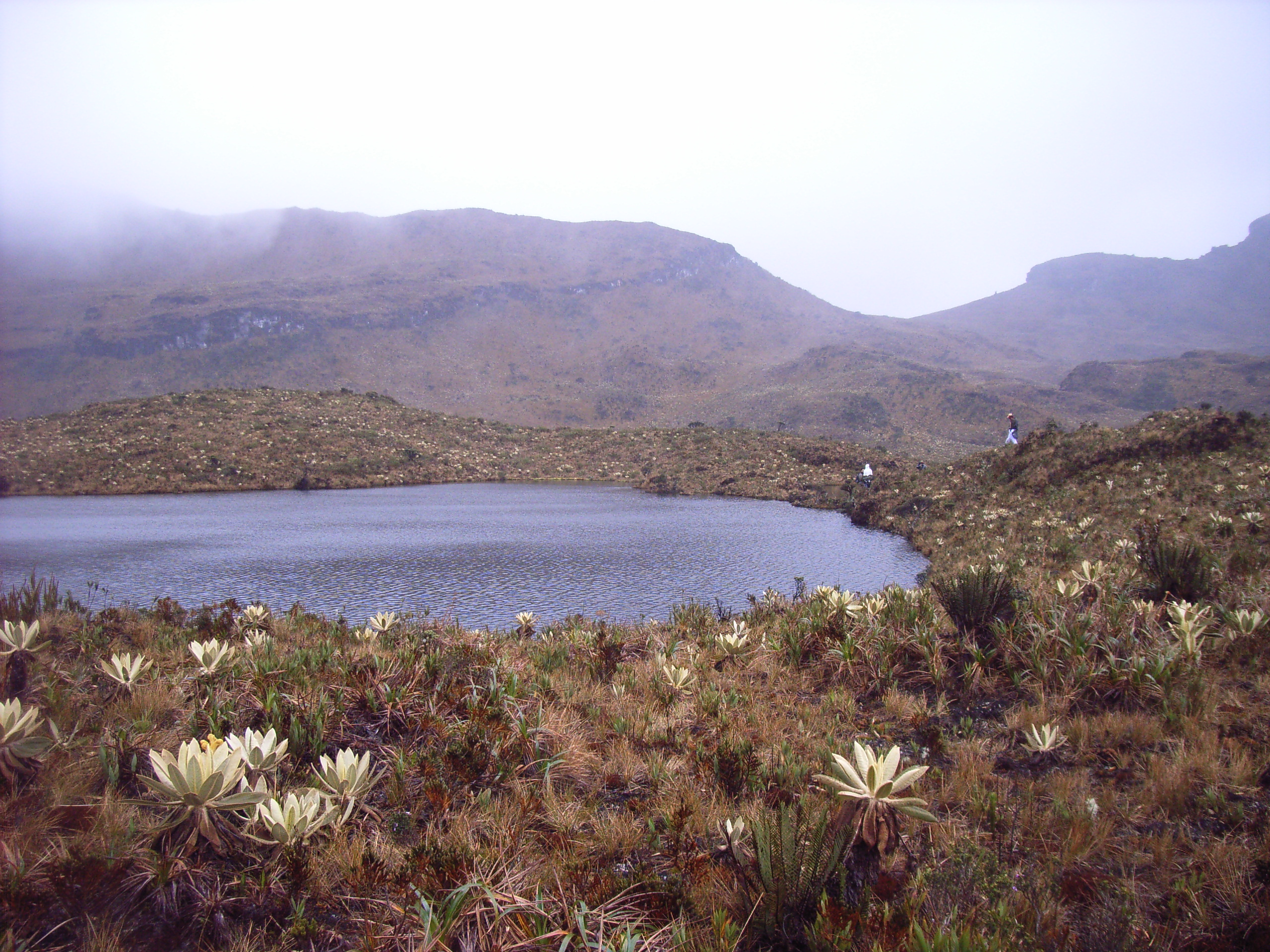
Massiccio Colombiano.

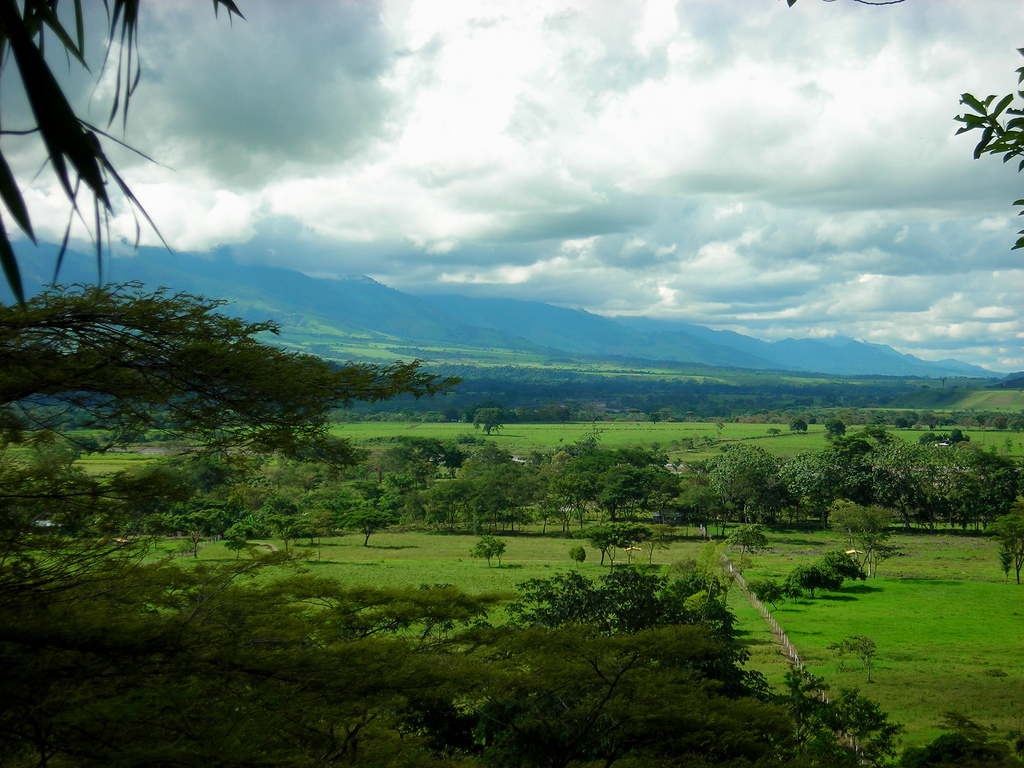
I Llanos Orientales.

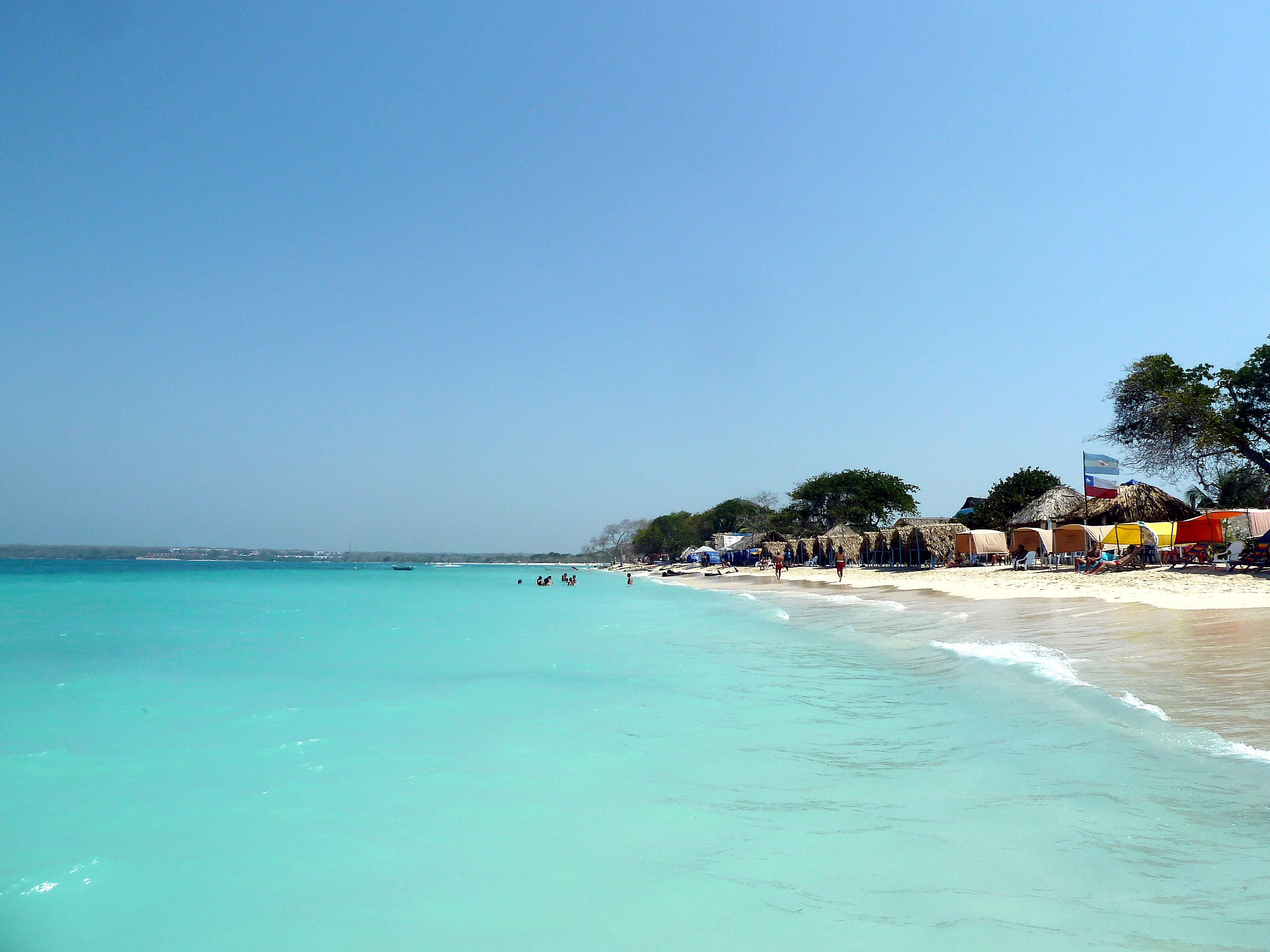
Oceano Atlantico, a Baru, Cartagena.

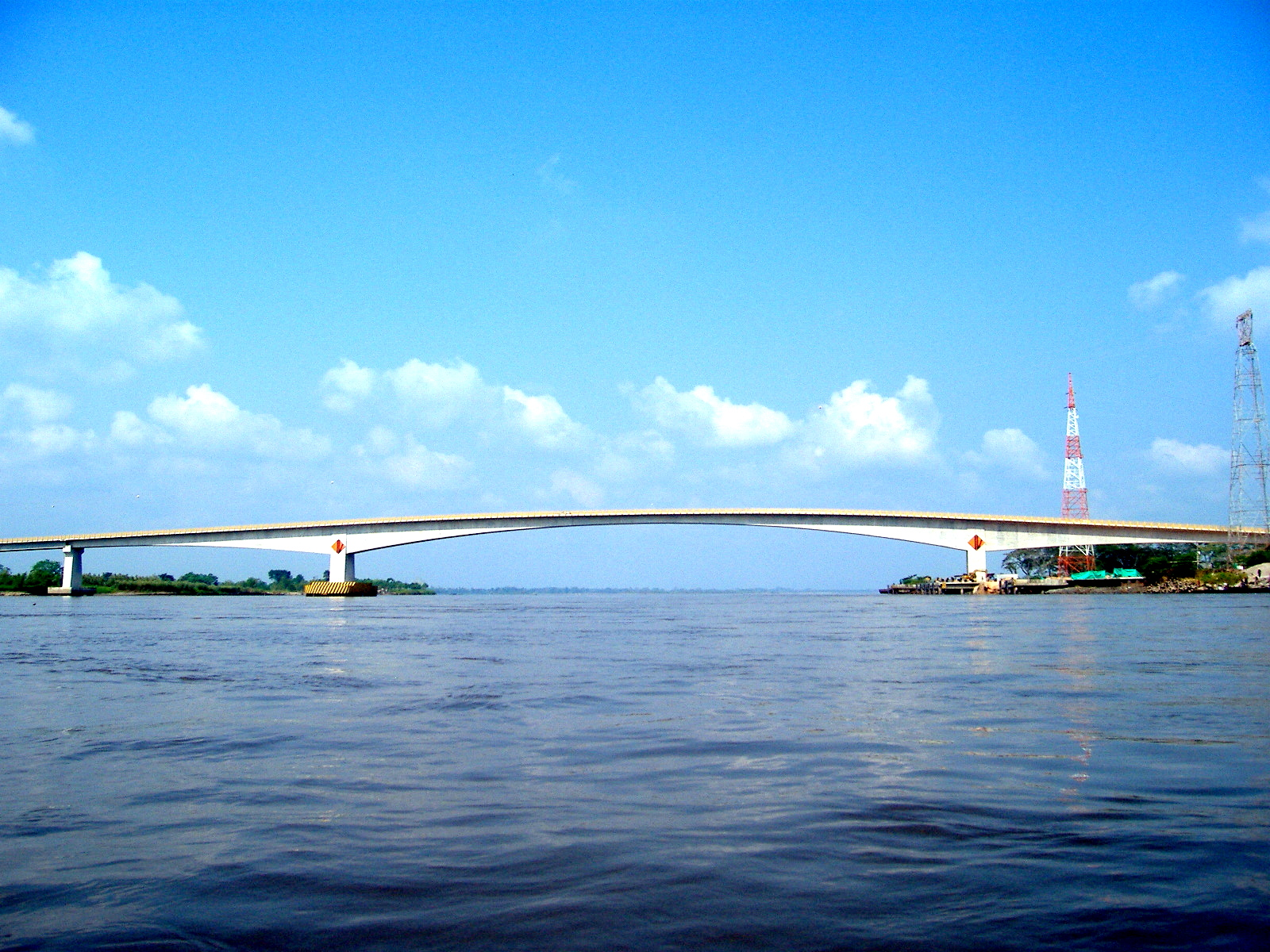
Il fiume Magdalena.

La Colombia è il ventiseiesimo paese più grande del mondo e il quarto del Sud America, con una superficie terrestre di 1.141.748 chilometri quadrati.
Situata nell'estremo nord-ovest del territorio sudamericano, è delimitata ad est da Venezuela e Brasile, a sud da Ecuador e Perù, a nord dal mare dei Caraibi (Oceano Atlantico) a nord-ovest da Panama, e ad ovest con l'Oceano Pacifico. Al limite del suo mare territoriale la Colombia incontra i mari territoriali dei paesi dei Caraibi, Giamaica, Haiti, Repubblica Dominicana e dei paesi dell'America centrale Honduras, Nicaragua e Costa Rica.
I punti geografici estremi sono: a nord, la Punta Gallinas nella penisola de la Guajira, latitudine 12°26'46" Nord; a sud le Bocas de la quebrada San Antonio nel Trapezio amazzonico, latitudine 4°12'30" Sud; ad est per l'isola di San José nel Rio Negro, longitudine 66°50'54" ovest; e ad ovest di Capo Manglaves nel dipartimento di Nariño, longitudine 79°02'33" ovest.
La Colombia è classificata nelle seguenti regioni geografiche: Amazzonia, Ande, Caraibi, Insulare, Orinoco e Pacifica.
Geologicamente la Colombia è parte della cintura di fuoco del Pacifico, che rende la regione soggetta a terremoti, tsunami ed eruzioni vulcaniche (è presente e attivo il vulcano Galeras), essendo posizionata presso la convergenza della placca di Nazca, la placca caraibica e la placca sudamericana.
Queste placche formano in Colombia due grandi aree territoriali: una sommersa nell'oceano Pacifico e nel Mar dei Caraibi, che copre una superficie di circa 828.660 km², e una seconda formata dalle montagne delle Ande e dalla pianura orientale che spartisce con parte del Venezuela e che copre una superficie di circa 1.143.748 km².
Fanno parte della Colombia anche gli isolotti di Gorgona, Gorgonilla e Malpelo, situati al largo della costa pacifica e tutti di origine vulcanica. Nel Mar dei Caraibi sono situati, invece, gli isolotti e banchi di Roncador, Serrana, Quitasueno, Bajo Nuevo e Serranilla.

### Morfologia
Il territorio colombiano è diviso in una regione montuosa a occidente e una regione pianeggiante a oriente. Allo stesso modo è attraversata dalla Cordigliera delle Ande, ramificata in tre distinte catene montuose denominate a seconda della loro posizione geografica relativa: Cordillera Occidental, Cordillera Central e Cordillera Oriental. La superficie del territorio colombiano presenta rilievi nel cosiddetto Nudo de los Pastos e nel Massiccio Colombiano nella regione andina della Colombia, da dove discendono le tre catene montuose, a nord. A ovest, a partire dalla costa del Pacifico, si trova una pianura costiera, interrotta solo dalla Serranía del Baudó, una delle più basse e strette catene montuose della Colombia, prossima al confine con Panama e delimitata dal corso del fiume Atrato, che fa parte della zona denominata Chocó biogeográfico e che possiede uno dei climi più piovosi del mondo.
La Cordillera Occidental è relativamente alta, ed è la più corta delle tre catene montuose; ha un'altezza massima di 4.764 m.s.l.m. (il vulcano Cumbal).
La valle del fiume Cauca si trova tra la Cordillera Occidental e la Cordillera Central, parallelamente alla costa del Pacifico ed è indicata come fra le più adatte per l'agricoltura, ma è soggetta ad alluvioni durante le stagioni delle piogge.
La Cordillera Central presenta numerose vette e vulcani, tra i quali il Puracé, il Nevado del Huila, che con i suoi 5.700 metri sul livello del mare e la vetta più elevata delle Ande in Colombia, il Nevado del Ruiz (5.321 m), il Nevado del Tolima (5.200 m), il Nevado de Santa Isabel (5150 m), il Nevado del Cisne, il Nevado del Quindío e la Serranía San Lucas; tra queste montagne si trova la Valle d'Aburrá.
La Cordillera Central e la Cordillera Oriental sono separate dalla valle del fiume Magdalena, considerato il più importante fiume del paese, che scorre in direzione sud-nord e sfocia nel Mar dei Caraibi. Le cime della Cordillera Oriental sono moderatamente elevate, ma presentano numerosi bacini idrografici che portano acqua nel fiume Magdalena, nel Rio delle Amazzoni e nel fiume Orinoco. La Cordillera Oriental è la più lunga delle tre catene montuose e si spinge fino al Venezuela, dove si divide nel Nudo de Santurbán. A metà della catena si trova l'Altiplano Cundiboyacense, a nord del quale c'è la più alta delle sue vette, la Sierra Nevada del Cocuy.
Il punto più elevato del paese è il Pico Cristóbal Colón, nella Sierra Nevada de Santa Marta, con un'altezza di 5.775 m. s. l. m. La Sierra Nevada è divisa dalla catena andina dalla Sierra di Macuira che si trova nella penisola de la Guajira.
A est si trovano gli Llanos Orientales, in cui predomina il terreno pianeggiante o semiondulato interrotto a occidente solo dal Massiccio della Guyana. Presenta la tipica vegetazione fitta della foresta amazzonica nel sud e nel nord la savana; questa regione copre quasi il 60% della superficie totale del territorio colombiano, ed è ricca d'acqua, con fiumi quali il Putumayo, il Caquetá, il Meta e il Guaviare, che si dirigono verso l'Orinoco o verso il Rio delle Amazzoni. L'unica formazione montagnosa di rilievo è la Serranía de la Macarena..
Le montagne più alte della Colombia si segnalano per due curiosità: il Picco Cristoforo Colombo e il Picco Simón Bolívar sono entrambe a 5775 metri s.l.m. e tutte e due sono le più alte cime della Terra le cui pendici danno direttamente sul mare (litoranee).

### Idrografia
La Colombia è uno dei paesi con le maggiori risorse idriche, e sul suo territorio si trovano cinque grandi bacini idrografici che svuotano le loro acque rispettivamente nel Mar dei Caraibi, nell'Orinoco, nel Rio delle Amazzoni, nell'oceano Pacifico e nel fiume Catatumbo, quest'ultimo formato dai fiumi che discendono verso il Lago di Maracaibo. I principali fiumi della Colombia sono Caquetá, Magdalena, Cauca e Atrato; gli ultimi tre hanno la particolarità di dirigersi da sud verso nord.

### Clima

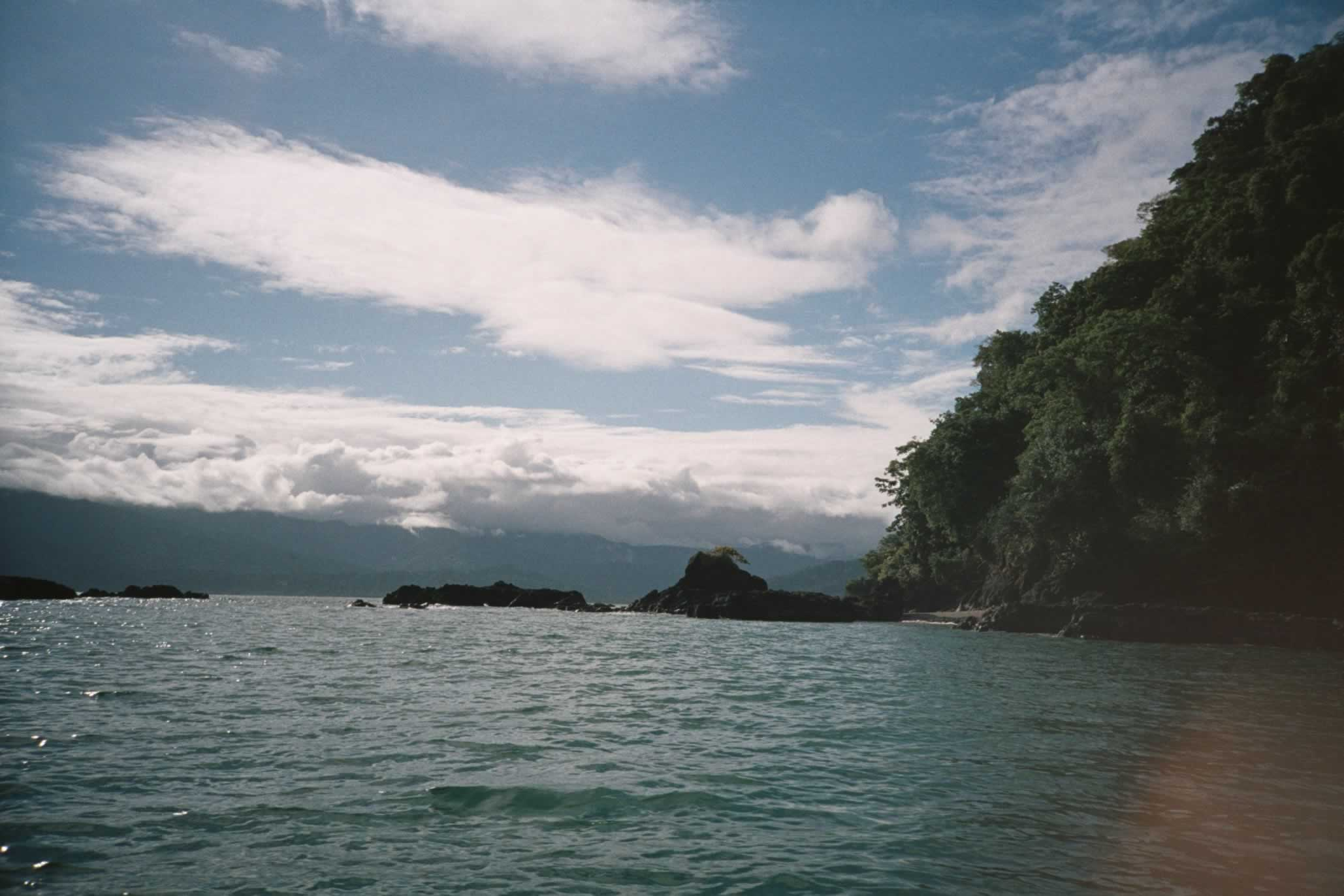
Clima caldo superumido nella Región del Pacífico.

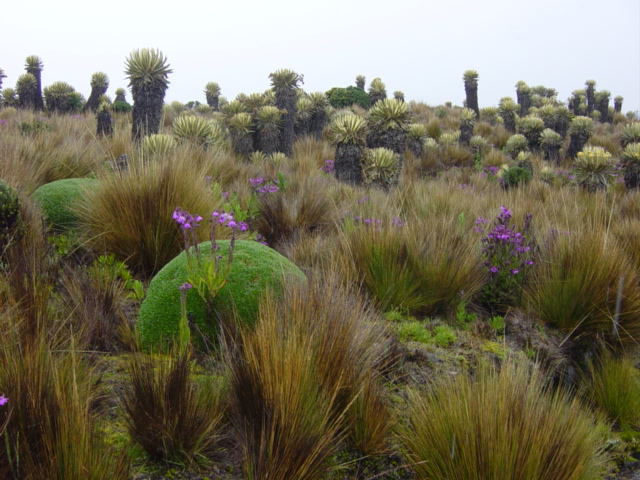
Clima freddo della Región Andina.

Il clima della Colombia varia dalle condizioni estreme di freddo, presenti nei ghiacciai andini, ai climi più caldi presenti sul livello del mare, con due stagioni asciutte e due di pioggia influenzate dai venti alisei e dalla zona di convergenza intertropicale, a loro volta influenzati dagli effetti di El Niño e La Niña.
La temperatura è relativamente uniforme per la maggior parte dell'anno ed è determinata da vari fattori quali la pioggia, l'intensità delle radiazioni solari, i venti, l'altitudine, la continentalità e l'umidità atmosferica, che dà vita ad un mosaico di climi e microclimi: il clima della savana, caratterizzato da una stagione secca e una piovosa, tipica della regione dell'Orinoco; un clima superumido nella giungla, con abbondanti precipitazioni e piccola variazione di temperatura, tipico della regione del Pacifico, del Rio delle Amazzoni, dei bacini idrografici del Magdalena e del Catatumbo; un clima umido e piovoso con temperature elevate nel Caquetá, nel Vaupés, parte di Antioquia e Córdoba e infine un clima arido nei deserti del Tatacoa e Candelaria.
Nella regione caraibica della Colombia si verificano inondazioni, trombe d'aria, tornado e forti venti, in particolare nelle vicinanze del dipartimento dell'Atlantico. Le regioni di La Guajira e dell'arcipelago di San Andrés, Providencia e Santa Catalina sono esposte a cicloni atlantici.

### Ambiente
La foresta pluviale è minacciata dalla deforestazione. Il problema continua a crescere, con 178.000 ettari di foresta persi nel 2016, un aumento del 44% in un anno. Si ritiene che questo forte aumento sia dovuto alla smobilitazione delle FARC, che in precedenza proibivano di abbattere troppi alberi nelle aree da loro controllate.
Circa il 25% delle zone umide colombiane sono scomparse negli ultimi decenni, soprattutto a causa dell'attività mineraria, della deforestazione e dell'inquinamento fluviale.
Il governo prevede, attraverso il Piano di sviluppo nazionale 2018-2022, di rilanciare i mercati dell'oro e del rame. Inoltre, nel 2022 sono previsti 161 nuovi siti di perforazione petrolifera, quattro volte di più dei 46 siti esistenti nel 2018. La fratturazione idraulica sarà legalizzata nel 2019.
Secondo i dati governativi, l'inquinamento atmosferico causa ogni anno almeno 17.500 morti in Colombia. La Colombia è il quinto paese più inquinato dell'America Latina secondo i dati di Greenpeace (dopo Messico, Cile, Perù e Brasile).
La Colombia è il Paese più pericoloso al mondo per gli attivisti ambientali, con 64 omicidi nel 2019.

## Popolazione
La popolazione della Colombia, caratterizzata, in epoca pre-colombiana, dalla presenza di meno di un milione di indigeni, attualmente è composta da circa 50 milioni di persone: l'87% della popolazione, composto da meticci (47%) e bianchi (40%), è considerato non etnico secondo il censimento nazionale del 2018; il restante 13% è nero, mulatto, indigeno, asiatico o zingaro.
Le differenze etniche influiscono oggi meno che in passato sulla condizione economico-sociale dei singoli individui.
| Abitanti delle principali città (Stima 2006-2007) | Abitanti delle principali città (Stima 2006-2007) | Abitanti delle principali città (Stima 2006-2007) | Dipartimento              |
| ------------------------------------------------- | ------------------------------------------------- | ------------------------------------------------- | ------------------------- |
| 1                                                 | Bogotà                                            | 7.363.782                                         | Distretto della Capitale  |
| 2                                                 | Medellín                                          | 2.219.861                                         | Dipartimento di Antioquia |
| 3                                                 | Cali                                              | 2.119.908                                         | Valle del Cauca           |
| 4                                                 | Barranquilla                                      | 1.146.359                                         | Atlántico                 |
| 5                                                 | Cartagena                                         | 892.545                                           | Bolívar                   |
| 6                                                 | Cúcuta                                            | 587.676                                           | Norte de Santander        |
| 7                                                 | Bucaramanga                                       | 516.512                                           | Santander                 |
| 8                                                 | Ibagué                                            | 498.401                                           | Tolima                    |
| 9                                                 | Soledad                                           | 461.851                                           | Atlántico                 |
| 10                                                | Pereira                                           | 443.554                                           | Risaralda                 |
| Trenta città posseggono più di 100.000 abitanti.  |                                                   |                                                   |                           |

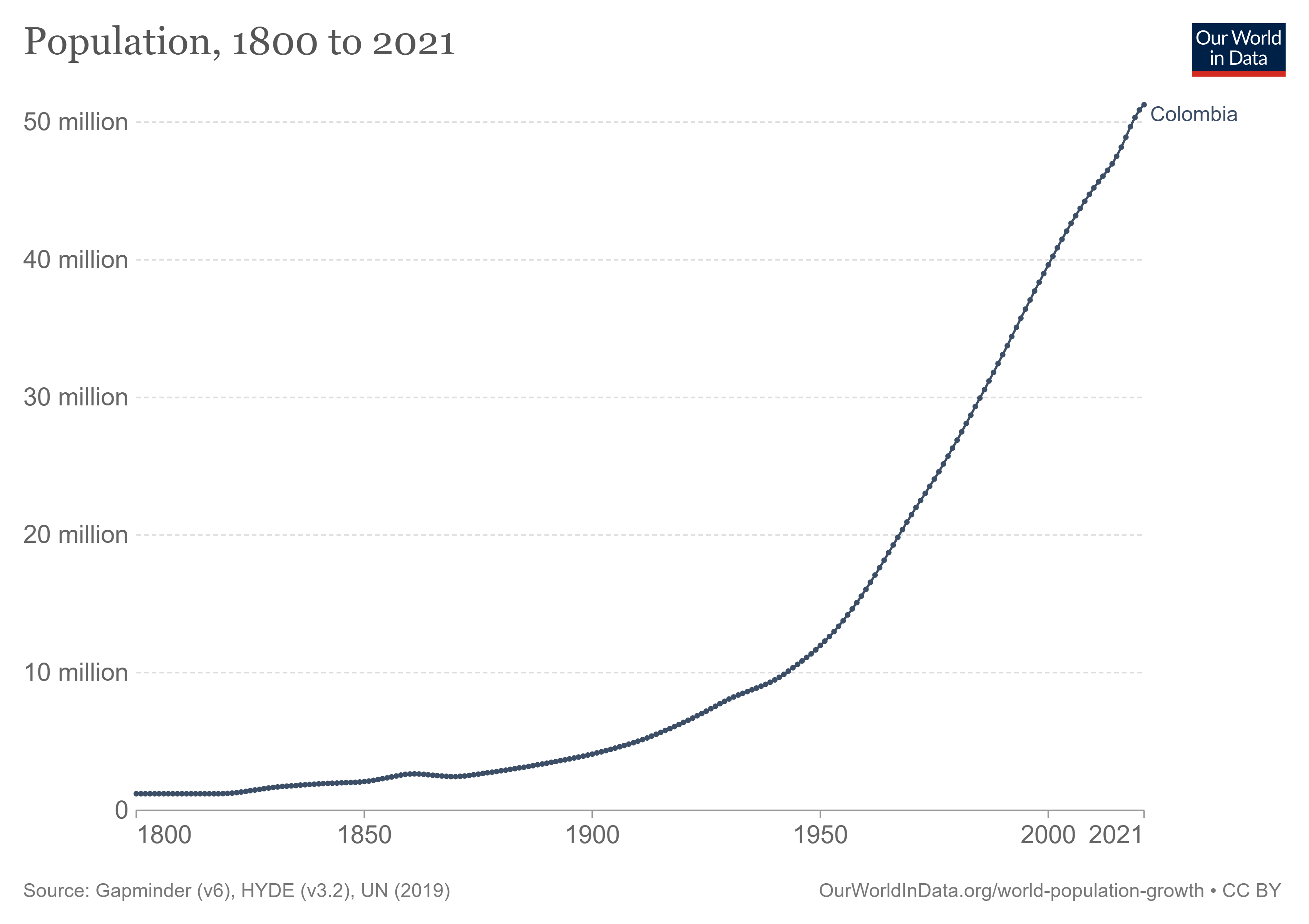
Crescita della popolazione dal 1961 (in migliaia di abitanti).

A seconda dei metodi utilizzati per il computo, le statistiche sulla povertà e l'indigenza in Colombia riportano cifre differenti.
I dati relativi al sistema SISBEN, che si basa sui potenziali fruitori di programmi sociali, parlano di circa 30 milioni di poveri (su 42.888.592 abitanti), pari approssimativamente al 70% della popolazione complessiva.
Le fonti governative del Departamento Administrativo Nacional de Estadística affermano che i poveri in Colombia sono il 45,5% del totale, che salgono al 64,3% nelle aree rurali (2009), e gli indigenti il 16,4% (aree rurali: 29,1%), per un totale di 61,9% sulla media del paese (aree rurali: 93,4%). Tali dati evidenziano una lieve decrescita rispetto all'anno precedente.
Secondo il PNUD (Programma delle Nazioni Unite per lo Sviluppo), il 12% dei bambini colombiani è denutrito.
Fonti del DANE affermano che i disoccupati in Colombia sarebbero 2.608.000, mentre i lavoratori “informali” circa 7 milioni (2010); secondo la CUT, la principale centrale sindacale del paese, il lavoro “informale” in Colombia è pari al 60% della popolazione attiva, il che vuol dire che circa 9 milioni di colombiani non hanno un lavoro stabile.
Per il 2009 il DANE registra un tasso di lavoro minorile pari al 9,2%, che rappresenta un aumento di 2,3 punti percentuali rispetto al 2007.
Un'inchiesta del Fondo delle nazioni Unite per la Popolazione rivela che ogni anno in Colombia muoiono per cause evitabili oltre 500 donne in stato di gravidanza.

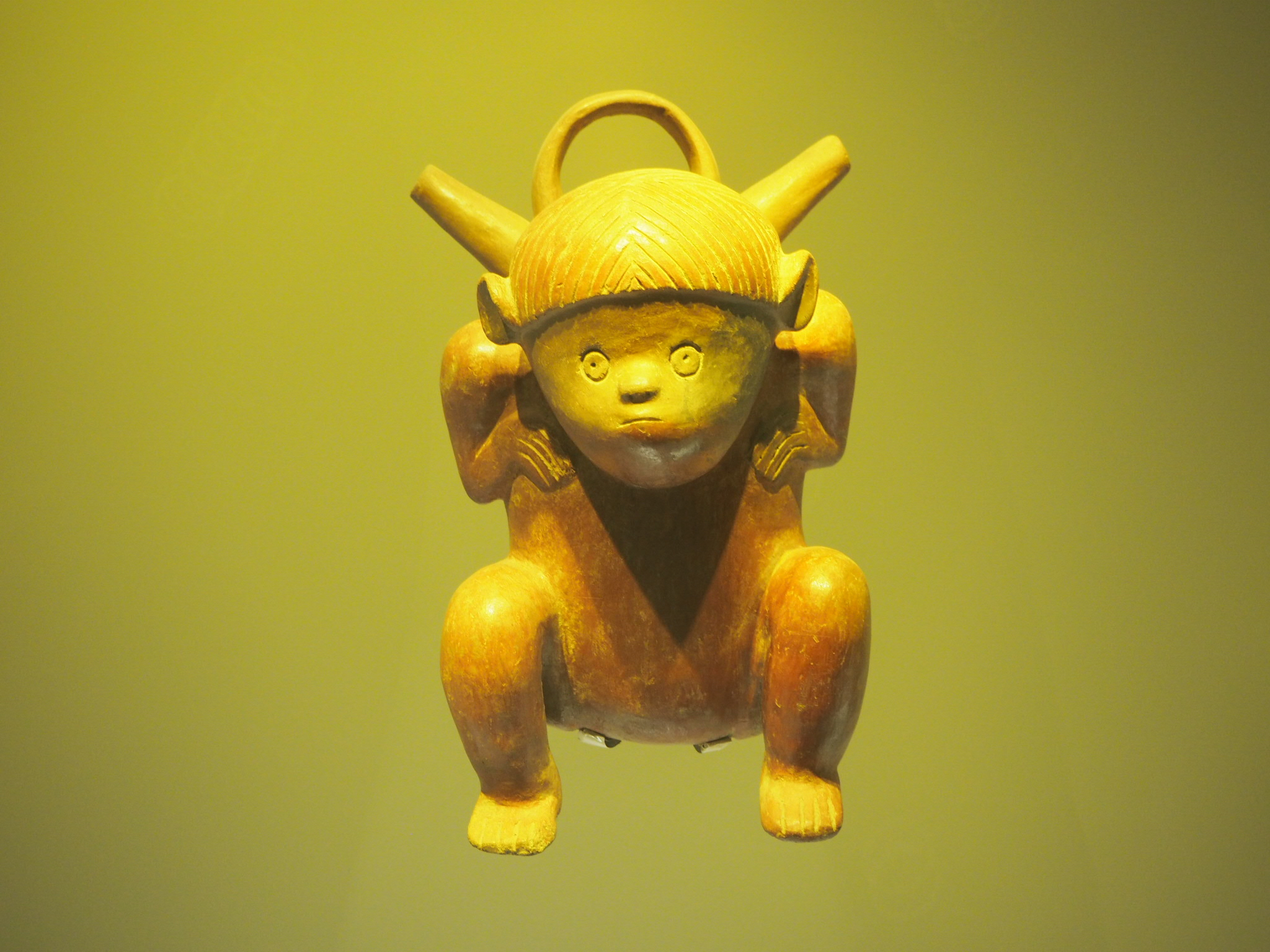
Arte colombiana indigena

Stando ai dati rilevati grazie alla "Campagna internazionale per la liberazione dei prigionieri politici in Colombia", i prigionieri politici in Colombia sono circa 7000; altre ricerche forniscono la cifra di 7200, oppure 7500 detenuti.
Alcuni rapporti attestano che tale numero è addirittura sottostimato, poiché con l'aumento delle detenzioni dell'ultimo periodo si raggiungerebbe la cifra di 9500 prigionieri politici..
La Colombia risulta essere il Paese più pericoloso al mondo per i sindacalisti; il 60% dei sindacalisti che ogni anno vengono uccisi in tutto il mondo è colombiano.
Solo fra gennaio e marzo del 2011 sono state registrate 96 aggressioni nei confronti di attivisti per i diritti umani, e per ben 64 volte associazioni e ONG hanno subito attacchi che hanno messo gravemente in pericolo la vita dei propri membri, e ostacolando il loro lavoro.
All'inizio del 2011 la Magistratura Colombiana ha documentato 173.183 casi di omicidio e 34.467 casi di sparizioni forzate, commessi da paramilitari.
Ex membri delle AUC sono responsabili di 1.597 massacri, e dello sfollamento forzato di 74.990 comunità, e il reclutamento di 3.557 minori.
I registri giudiziari indicano che i paramilitari hanno commesso 3.532 estorsioni, 3.527 sequestri, 667 atti di violenza di genere.
Le confessioni di alcuni paramilitari hanno evidenziato legami con 429 politici, 381 membri delle forze di sicurezza ufficiali e 155 funzionari pubblici.
La Colombia mantiene anche il record di paese con la maggior quantità di persone costrette a lasciare i luoghi di residenza a causa della violenza dei gruppi paramilitari; secondo la ONG Codhes circa 5,2 milioni di persone sono state sfollate forzatamente fra il 1985 e il 2010 da zone rurali.
A circa 200 km a sud di Bogotà, in località “La Macarena”, nel dipartimento del Meta, è stata ritrovata la più grande fossa comune d'America Latina, con oltre 2.000 corpi non identificati, probabilmente civili vittime di militari dell'esercito colombiano.
Altre fosse comuni sono state più recentemente rinvenute, sia nel dipartimento del Meta, sia nel resto del paese.

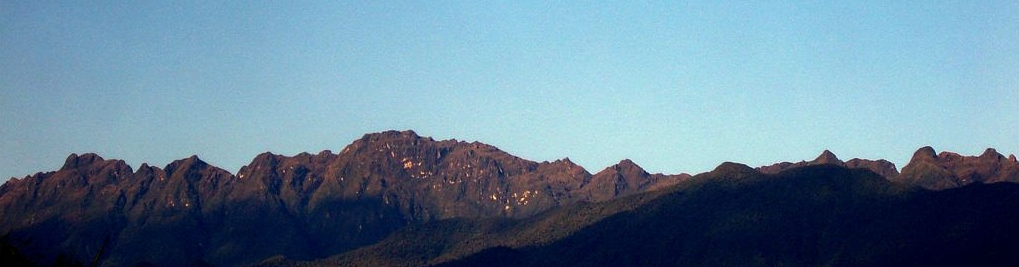
I Farallones di Cali

### Demografia
La demografia della Colombia è studiata dal Departamento Administrativo Nacional de Estadísticas (DANE). Il paese ha una popolazione che supera i 51 milioni di abitanti, ed è il secondo paese più popoloso del Sudamerica. Quasi il 51,4% sono femmine e il 48,6% maschi. La maggior parte della popolazione è concentrata nell'ovest del paese sulla costa pacifica (regione andina) e nel nord, sulla costa atlantica, mentre il sud-est del paese è scarsamente popolato. I dieci dipartimenti della pianura orientale (circa il 54% della superficie totale) hanno meno del 3% della popolazione e una densità inferiore ad una persona per chilometro quadrato.
Il movimento della popolazione dalle aree rurali a quelle urbane e la migrazione verso altri paesi sono notevoli. La popolazione urbana è passata dal 28% della popolazione totale nel 1938 al 76% nel 2005, ma in termini assoluti la popolazione rurale è aumentata da 6 a 10 milioni nello stesso periodo. Per quanto riguarda l'emigrazione il DANE stima che circa 3.331.107 colombiani vivano all'estero, principalmente negli Stati Uniti, Ecuador, Spagna e Venezuela. I più propensi ad emigrare sono le popolazioni provenienti dall'interno del paese e da alcuni centri urbani, fra le quali si evidenzia il fenomeno chiamato fuga dei cervelli, cioè l'emigrazione di intellettuali e persone di talento. Le cause principali di questo fenomeno sono legate alle difficoltà economiche e dell'ordine pubblico, che hanno contribuito a rendere la Colombia uno dei paesi latino-americani con maggiore flusso migratorio verso l'estero, così come uno dei principali spostamenti interni del mondo con quasi tre milioni di persone coinvolte secondo un rapporto dell'UNHCR..
Secondo l'Indice di sviluppo umano la Colombia si è classificata nel 2007 al 75º posto a livello mondiale, con un HDI di 0,791. Tuttavia non tutte le regioni della Colombia presentano lo stesso livello di sviluppo. L'area principale di sviluppo corrisponde alla regione andina intorno a città come Bogotà, Medellín e Cali, che costituiscono il cosiddetto "triangolo d'oro". La Colombia negli ultimi ha visto abbassarsi l'indice di omicidi da 69 ogni 100.000 persone nel 2000 a circa 38 persone nel 2010

### Etnie

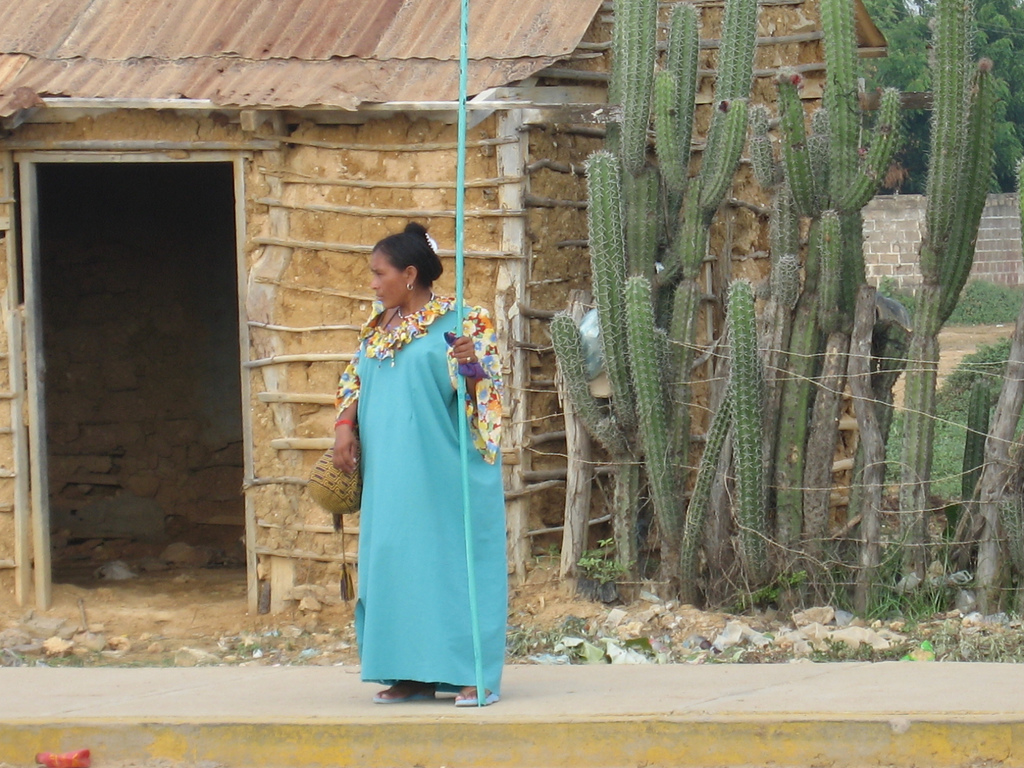
Donna dell'etnia wayúu, il gruppo indigeno più numeroso della Colombia.

All'ultimo censimento del 2018 i gruppi etnici classificati nel Paese erano i seguenti: 47% meticci, 40% bianchi, 10,6% neri (e mulatti), 4,3% indigeni puri e 0,0001% gitani.
Nel 2007 il 10,6% della popolazione che era riconosciuta come afro-colombiana rappresentava la terza più numerosa popolazione nera nelle Americhe, dopo quella degli Stati Uniti e del Brasile.
La proporzione dei vari gruppi etnici indigeni varia notevolmente da regione a regione. Nella regione caraibica della Colombia si trovano i gruppi etnici Kogi, Sanha, Wayú, Kankuamo, Chimila e Arhuaco. Nella regione del Pacifico colombiano i gruppi sono: Kuna, Embera, Waunama e Kwaiker. Nella regione amazzonica si trovano i Tikuna, Huitoto, Coconuco, Andoke, Muinane, Saliba, Yakuna, Cubeo, Curripaco e Tucano. La regione andina comprende: Yuko, Baríes, Ú as, Guambiano, Páez e Sibundoy Muisca. A sua volta, nella regione dell'Orinoco sono presenti i Tunebo, Tinigua, Guayabero, Achagua, Sáliba, Guahibo, Piaroa, Betoye, Yaruro e Puinabe.

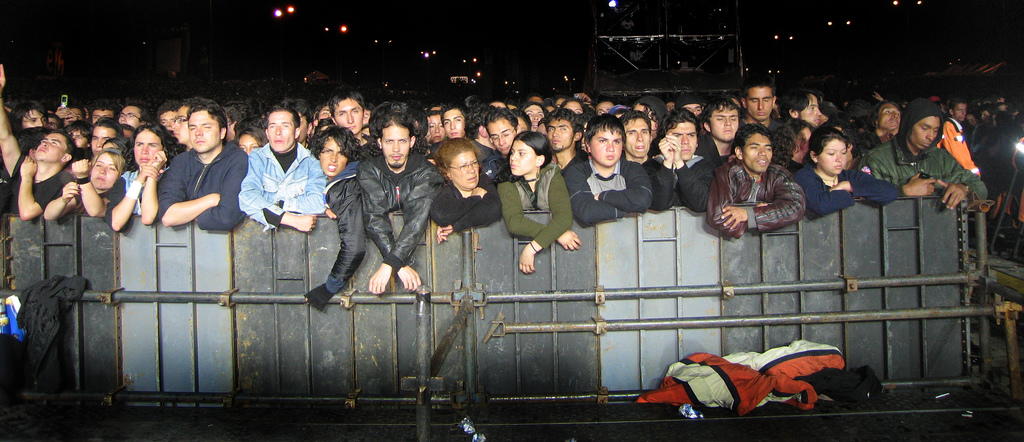
La diversità etnica del paese.

La diversità etnica in Colombia è il risultato di un mix di amerindi, coloni spagnoli e discendenti africani. Tra gli immigrati i maggiori gruppi provengono dal mondo arabo, dall'Europa (con Spagna, Italia e Germania in testa) e Cina, così come dal mondo ebreo e gitano. Nel tardo XIX secolo Barranquilla ricevette un gran afflusso di immigrati europei (tedeschi, francesi, italiani), arabi del Medio Oriente (Libano e Siria), americani, giapponesi, cinesi e cubani. Le principali comunità italiane si trovano nel dipartimento del Magdalena Medio (prov.di Santa Marta), e a Barranquilla.
In Maicao e La Guajira vi è una forte presenza araba e musulmana, la più grande concentrazione della Colombia. Altra notevole presenza di discendenti di immigrati arabi si ha nel dipartimento di Cordoba, Barranquilla, Valledupar, Bogotà e nella Valle del Cauca. La Colombia ha anche una discreta presenza di immigrati provenienti da altri paesi latino-americani come Brasile, Venezuela, Cile, Ecuador, Argentina, Perù.

### Religione

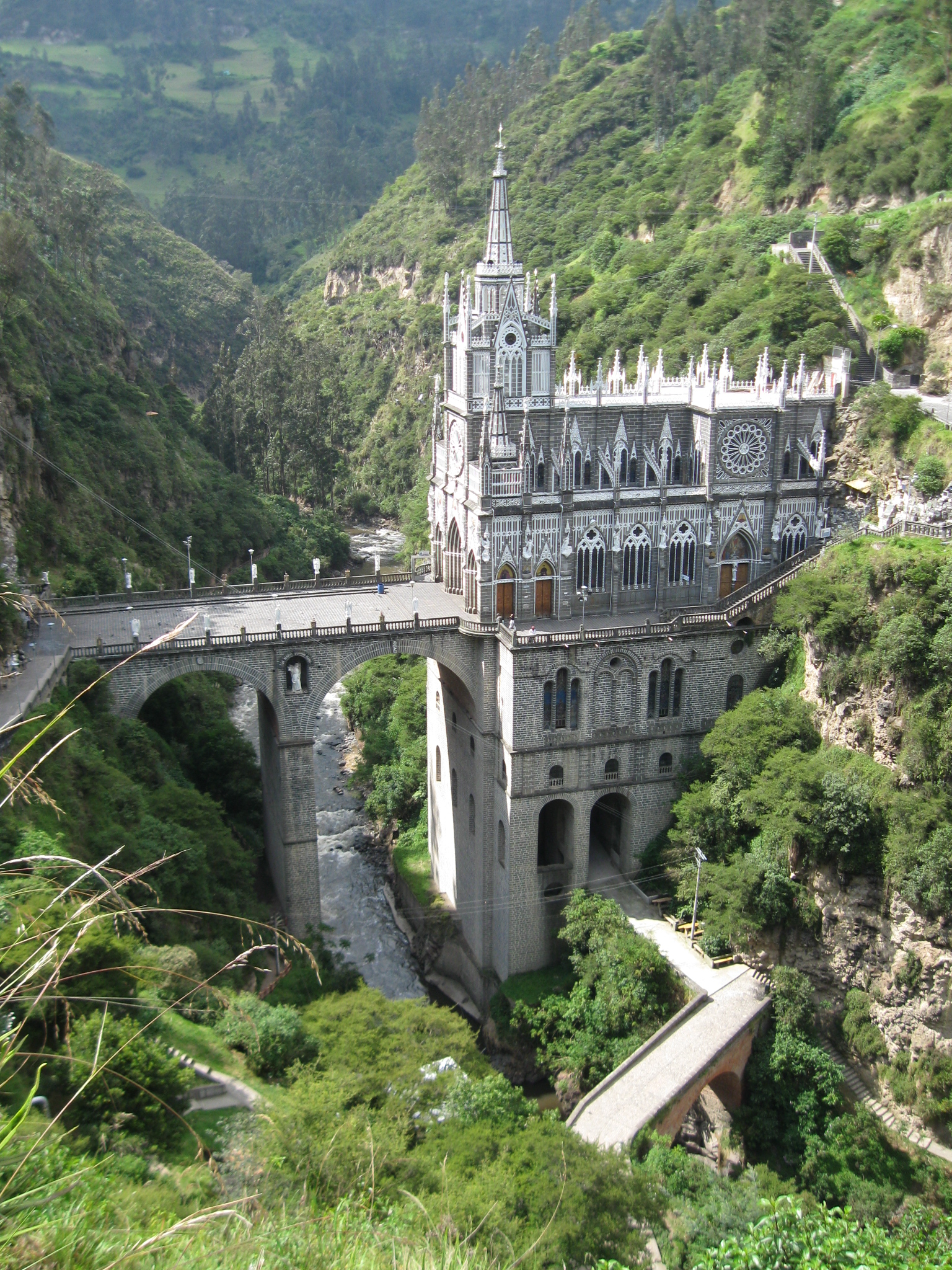
Il Santuario de Las Lajas nei pressi della città di Ipiales.

La Costituzione colombiana del 1991 garantisce la libertà di culto e la parità di tutte le fedi davanti alla legge e non rappresenta alcuna religione ufficiale. Prima di tale costituzione il cristianesimo cattolico era la religione ufficiale dello Stato, e il paese era consacrato al Sacro Cuore di Gesù. La religione predominante in Colombia è il cristianesimo, e la popolazione si riconosce nella fede cattolica (di rito latino) per l'80%. Questa cifra tiene conto della percentuale di battesimi cattolici, che non riflettono necessariamente il numero dei credenti. Il restante 7% della popolazione si riconosce nel protestantesimo, soprattutto di corrente evangelica nordamericana, pentecostali e neopentecostali e una piccola porzione si rifà alle storiche chiese cristiane (presbiteriana, episcopale anglicana, battista, metodista). La chiesa evangelica con più membri è la Chiesa pentecostale unita della Colombia, con più di 3.000 congregazioni e la presenza in tutti i dipartimenti del paese. Un'altra parte della popolazione appartiene a religioni come gli avventisti, mormoni, unitarie universalistiche. Vi sono piccole percentuali che si rifanno alle altre grandi religioni monoteiste: i musulmani e gli ebrei, in aggiunta a gruppi di buddisti e taoisti. In alcune comunità indigene e afro-americane possono essere trovate pratiche religiose ancestrali di ciascuno dei popoli che la compongono.
La religione è un tema centrale nella vita politica del Paese. Nel XIX secolo, diverse guerre civili furono scatenate da questioni religiose e, dalla fine del XIX secolo fino al 1930, l'arcivescovo di Bogotà dovette cedere il posto al candidato presidenziale del partito conservatore. La Chiesa mantenne una posizione intransigente nei confronti dei liberali quando questi tornarono al potere nel 1930, e le correnti radicali invocarono una "guerra santa" contro i liberali durante il periodo noto come La Violencia (1946-1958). Oggi, all'interno dei movimenti pentecostali sono stati creati dei partiti politici e le "megachiese" sono regolarmente visitate dai candidati alle elezioni. Alcune decisioni politiche sono ancora largamente influenzate da interessi religiosi.

### Lingue
Lo spagnolo è la lingua ufficiale della Colombia e, con l'eccezione di alcune tribù indigene, tutti i colombiani la parlano. Ci sono circa 75 lingue indigene ancora conservate, tra cui spiccano la lingua wayúu, la lingua paez, il guambiano e l'embera. Sebbene l'istruzione nelle scuole della lingua inglese sia inclusa nei programmi, solo nell'arcipelago di San Andrés la popolazione utilizza un dialetto di questa lingua.
Ci sono una grande varietà di dialetti della lingua spagnola, che si distinguono per le differenze lessicali (semantiche), morfologiche, sintattiche e d'intonazione. Parti della Colombia settentrionale parlano un dialetto simile a quello di altre nazioni dei Caraibi. Il dialetto sud andino condivide similarità con quello degli altopiani ecuadoriani e peruviani. Nelle varie montagne, valli e pianure c'è una grande varietà di dialetti, che comprendono voseo e tuteo. Lo spagnolo parlato nell'altiplano cundiboyacense è considerato uno dei dialetti più conservatori di entrambe le sponde dell'Atlantico.

### Salute
Secondo l'Organizzazione delle Nazioni Unite per l'alimentazione e l'agricoltura (FAO), il 54,2% delle famiglie colombiane è a rischio di insicurezza alimentare nel 2019. Inoltre, 560.000 bambini sotto i cinque anni sono cronicamente sottonutriti.
Secondo uno studio che copre il periodo 1990-2015, diversi milioni di colombiani non hanno avuto un normale sviluppo dell'intelligenza a causa della sottoalimentazione cronica durante l'infanzia.
Gli operatori sanitari sono generalmente mal pagati. Secondo i dati ufficiali del governo, nel 2020 le assistenti donne guadagnano in media l'equivalente di 305 dollari al mese, mentre i capi squadra maschi guadagnano 672 dollari. A Bogotà, il 61% degli 89.000 infermieri e assistenti non contribuisce alla pensione. Inoltre, il 33% non è coperto dall'assicurazione contro i rischi professionali.
Fino al 2022, l'aborto è vietato a meno che la vita della madre sia in pericolo, il feto abbia una malformazione genetica o la gravidanza sia il risultato di uno stupro. Nonostante il divieto, è ancora ampiamente praticato nel Paese in modo clandestino e diseguale: le più ricche hanno accesso agli aborti meno pericolosi per la salute della madre, mentre gran parte delle donne colombiane nelle campagne e nei quartieri più poveri non vi hanno accesso. Il numero di aborti clandestini è stimato in 400.000 all'anno. Nel 2020, il capo di Stato Iván Duque si è dichiarato contrario a una possibile estensione del diritto all'aborto ("Sono una persona pro-vita, credo nella vita fin dal concepimento") e il Centro Democratico (destra conservatrice) ha difeso l'idea di un referendum contro quello che ha definito il "lassismo dell'aborto". Nel febbraio 2022, la Corte costituzionale ha depenalizzato l'aborto fino a 24 settimane per qualsiasi motivo, contro il parere del presidente Ivan Duque, che ha definito la decisione "atroce".

## Ordinamento dello Stato

### Suddivisione amministrativa
La Colombia è divisa in 32 dipartimenti e un distretto capitale; l'attuale configurazione risale al 5 luglio 1991, quando la nuova Costituzione ha abolito le precedenti suddivisioni amministrative (commissariati, intendenze e distretti speciali). Ciascun dipartimento si suddivide a sua volta in comuni, pari nel loro complesso a 1.137.
1. Amazonas (Leticia)
2. Antioquia (Medellín)
3. Arauca (Arauca)
4. Atlantico (Barranquilla)
5. Bolívar (Cartagena)
6. Boyacá (Tunja)
7. Caldas (Manizales)
8. Caquetá (Florencia)
9. Casanare (Yopal)
10. Cauca (Popayán)
11. Cesar (Valledupar)
12. Chocó (Quibdó)
13. Córdoba (Montería)
14. Cundinamarca (Bogotà)
15. Guainía (Inírida)
16. Guaviare (San José del Guaviare)
17. Huila (Neiva)
18. La Guajira (Riohacha)
19. Magdalena (Santa Marta)
20. Meta (Villavicencio)
21. Nariño (Pasto)
22. Norte de Santander (Cúcuta)
23. Putumayo (Mocoa)
24. Quindío (Armenia)
25. Risaralda (Pereira)
26. Arcipelago di San Andrés, Providencia e Santa Catalina (San Andrés)
27. Santander (Bucaramanga)
28. Sucre (Sincelejo)
29. Tolima (Ibagué)
30. Valle del Cauca (Cali)
31. Vaupés (Mitú)
32. Vichada (Puerto Carreño)
33. Distrito Capital (Bogotà)

### Istituzioni

#### Università
Il 13 giugno 1580 fu fondata la più antica università del paese: l'Università di Santo Tomás, istituita dall'Ordine dei frati predicatori.
Solo il 9% degli studenti provenienti da famiglie povere ha accesso all'università, rispetto al 53% degli studenti provenienti da famiglie benestanti.

#### Forze armate

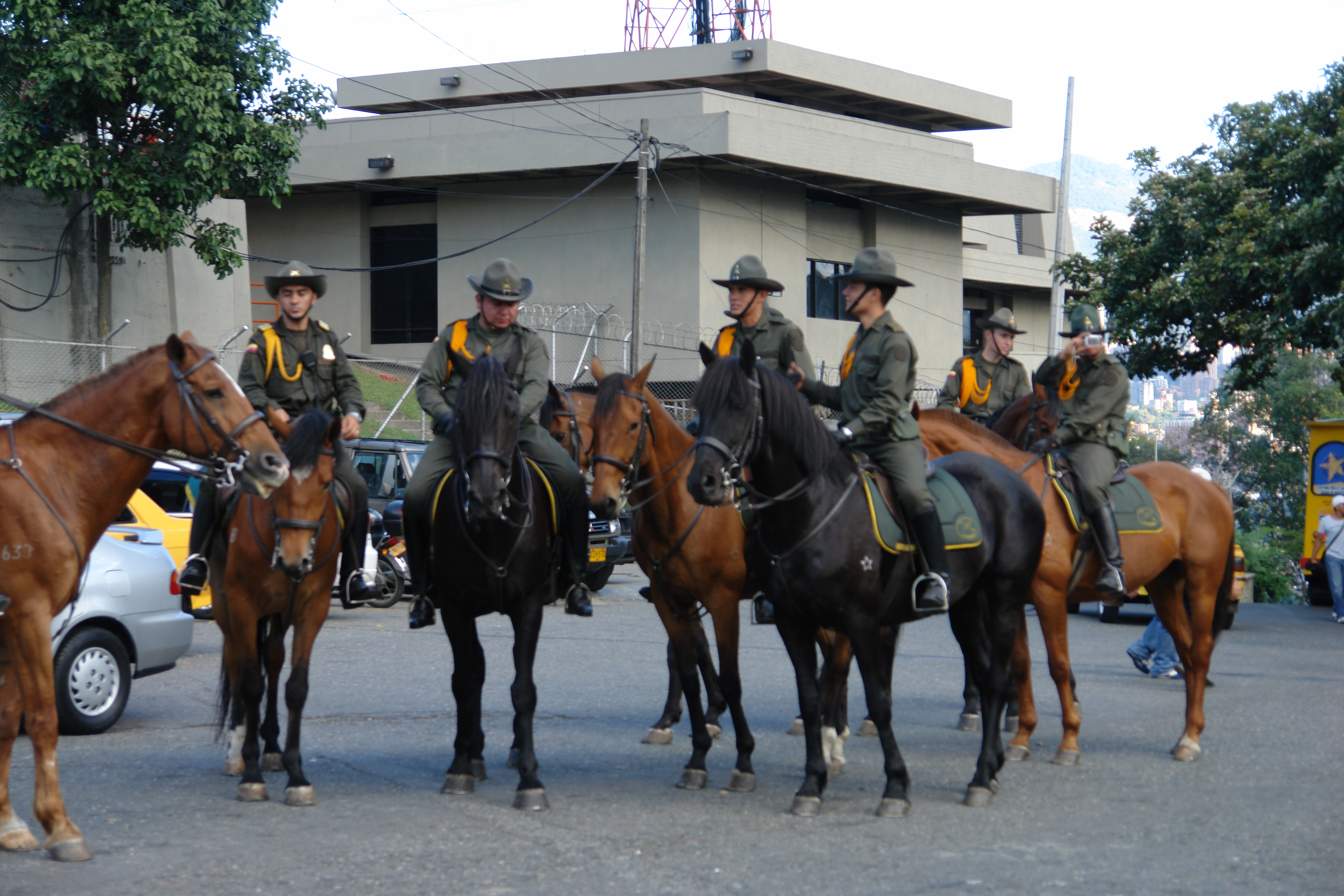
Carabineros de la Policía Nacional de Colombia.

A causa del conflitto armato interno alla Colombia, le istituzioni di difesa e sicurezza sono attive in combattimento. Il loro comando rientra nel ramo dell'esecutivo, con il Presidente come Comandante in capo. Il Dipartimento Amministrativo di Sicurezza (DAS) è la principale agenzia di intelligence del Paese, dipende direttamente dalla presidenza della repubblica e ha le attribuzioni di un ministero del governo.
Le Forze Militari (Fuerzas Militares), che secondo la Costituzione hanno il monopolio sulla coercizione, sono formate dall'esercito, dalla marina nazionale e dalla forza aerea, coordinando talvolta le forze di terra congiunte. L'Esercito Nazionale della Colombia (Ejército Nacional de Colombia) ha sette divisioni, nonché le unità specializzate.
Dal settembre del 1981 partecipa alla forza multinazionale di pace (MFO) in Sinai.
La Marina della Repubblica di Colombia (Armada de la República de Colombia) conta su sette forze e comandi.
L'Aeronautica militare colombiana (Fuerza Aérea Colombiana) ha sei comandi aerei di combattimento, un comando aereo da trasporto militare (CATAM), un comando aereo di mantenimento (CAMAN) e un Gruppo Aereo dei Carabi (GACAR).
Ci sono anche quattro principali centri di formazione e addestramento.
La Polizia Nazionale (Policía Nacional) è la forza di polizia che opera in tutto il paese, divisa in comandi dipartimentali e organizzata in diverse direzioni: la Direzione Operazioni (DIROP), la Dirección Nacional de Carabineros, la Direzione Centrale di Intelligence (DIPOL), la Direzione della Polizia Giudiziaria e di Indagine (DIJIN), la Direzione Antinarcotici e la Direzione Antisequestro ed Estorsione (DIASE).
L'esercito colombiano, in particolare le forze di terra, è stato oggetto di controversie per le massicce violazioni dei diritti umani commesse nel contesto del conflitto armato. Diverse migliaia di civili sono stati giustiziati negli ultimi anni dall'esercito e falsamente presentati come guerriglieri uccisi in combattimento per gonfiare le statistiche dei successi dell'esercito nella guerra contro i gruppi ribelli, in quello che è stato definito scandalo dei falsi positivi.
L'impunità per questo tipo di crimini è una delle principali preoccupazioni del governo colombiano. Secondo le Nazioni Unite, nel 2010 l'impunità per questo tipo di abusi era ancora quasi sistematica, dato che il 98,5% dei soldati che si sono resi protagonisti di queste pratiche non sono stati condannati. Inoltre, si sono verificati scontri occasionali tra alcune unità dell'esercito e la polizia antidroga colombiana, a causa del coinvolgimento di alcuni soldati nel traffico di droga.

## Politica

### Politica interna

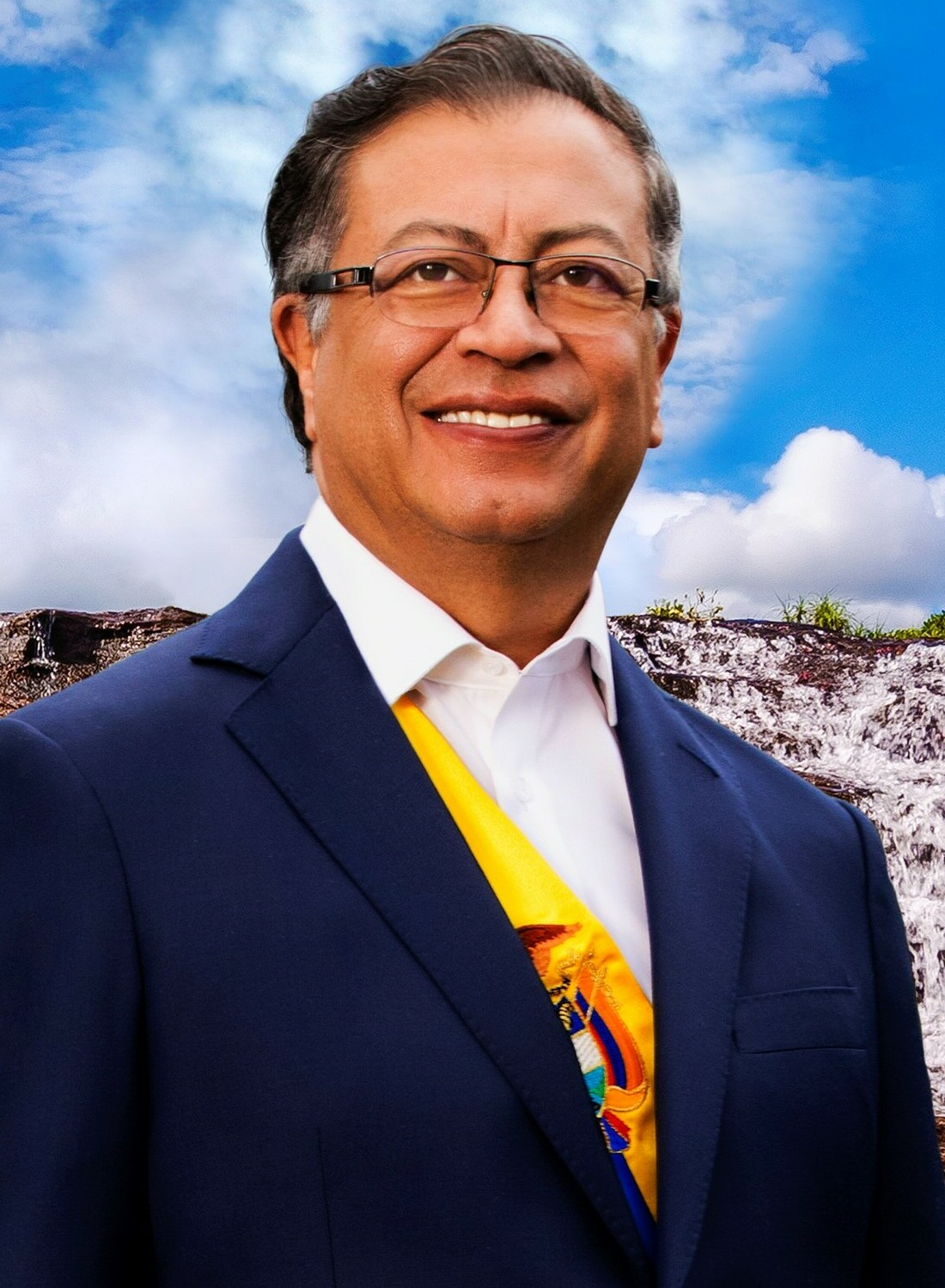
Gustavo Petro, attuale presidente della Colombia

Secondo l'attuale costituzione (del 1991) la Colombia è una Repubblica presidenziale, con il potere legislativo, quello esecutivo e quello giudiziario.
Vi sono anche organi di controllo quali la Fiscalía General de la Nación, la Procuraduría o Ministerio Público, la Contraloría e le Veedurías Ciudadanas.
Il presidente è capo di Stato e di governo, coadiuvato dai ministri.
Il parlamento è bicamerale e prende il nome di Congreso de la República; è composto dal Senato (102 seggi nel collegio elettorale nazionale) e dalla Camera dei rappresentanti (164 seggi con circoscrizioni elettorali regionale proporzionale alla popolazione di ciascun dipartimento e del distretto della capitale). Cinque seggi sono destinati a indigeni, afro-colombiani e colombiani all'estero.
Il sistema giudiziario colombiano comprende la Corte Costituzionale (con la responsabilità di garantire il rispetto della Costituzione), la Corte Suprema di Giustizia (ultima istanza in materia civile, penale e del lavoro), il Consiglio di Stato (il più alto tribunale amministrativo) e il Consiglio Superiore della Magistratura (responsabile dell'amministrazione giudiziaria).
Secondo il Consiglio Nazionale Elettorale (CNE), sono sedici i partiti politici in Colombia.
La politica della Colombia è attualmente controllata dal Consiglio Nazionale Elettorale in base alle norme sancite dalla Costituzione colombiana.
Il Registro Nazionale dello Stato Civile è un altro organismo incaricato di organizzare e garantire la trasparenza del processo elettorale.
I membri di entrambe le camere legislative sono eletti dal voto popolare per un periodo di quattro anni.
Il presidente, eletto con il vicepresidente dal voto popolare per un periodo di quattro anni, può essere rieletto una sola volta. Il primo presidente rieletto con l'attuale Costituzione è stato Álvaro Uribe Vélez, partendo dalla controversa riforma che lui stesso promosse nel 2004.
Nel 2008 venne chiesta al legislatore la possibilità di indire un referendum per modificare nuovamente la Costituzione e consentire la rielezione del presidente in esercizio per tre volte consecutive, ma la Corte Suprema rigettò la proposta.
Nel 2010 venne eletto presidente Juan Manuel Santos, che, a partire dal 2012, inizia una processo di pace tramite un incontro con i guerriglieri della FARC a L'Avana, a Cuba.

### Politica estera
Colombia.
     Ambasciate.
     Consolati Generali.

Paesi dove la Colombia mantiene missioni diplomatiche:
Colombia.
Ambasciate.
Consolati Generali.

Le relazioni internazionali sono funzioni del Presidente della Colombia come capo di Stato, che sono delegate al Ministero degli Affari Esteri. Il Ministero degli Affari Esteri gestisce le missioni diplomatiche e di rappresentanza.
La Colombia mantiene missioni diplomatiche in Europa: Austria, Belgio, Francia, Germania, Città del Vaticano, Italia, Paesi Bassi, Norvegia, Polonia, Portogallo, Russia, Spagna, Svezia, Svizzera e Regno Unito. In America: Canada, Costa Rica, Cuba, Repubblica Dominicana, El Salvador, Guatemala, Honduras, Giamaica, Messico, Nicaragua, Panama, Stati Uniti e Porto Rico, Argentina, Bolivia, Brasile, Cile, Ecuador, Paraguay, Perù, Uruguay, Venezuela.
In Medio Oriente e Africa mantiene missioni in Israele, Libano, Egitto, Kenya e Sudafrica. In Estremo Oriente mantiene missioni diplomatiche in Cina compresa Hong Kong, India, Giappone, Malaysia e Corea del Sud. In Oceania con l'Australia.
A livello di organizzazioni multilaterali mantiene relazioni con l'Unione europea, Nazioni Unite, ALADI, Mercosur, UNESCO, FAO e Organizzazione degli Stati Americani.

## Economia

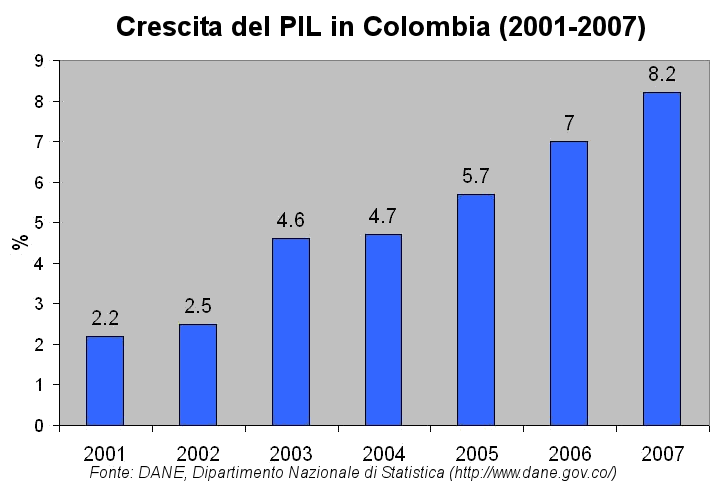
Crescita del PIL 2001-2007.

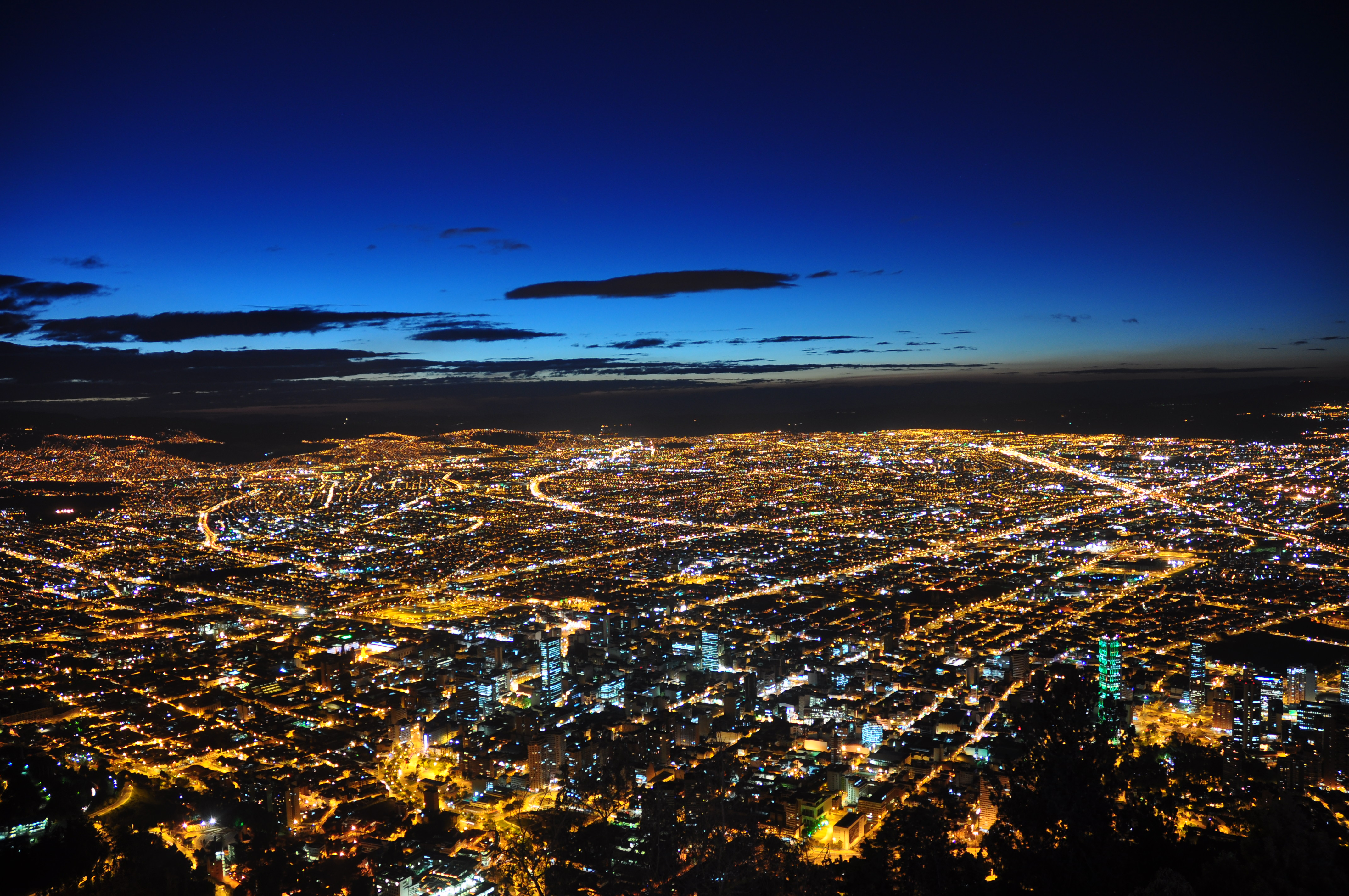
Bogotà.

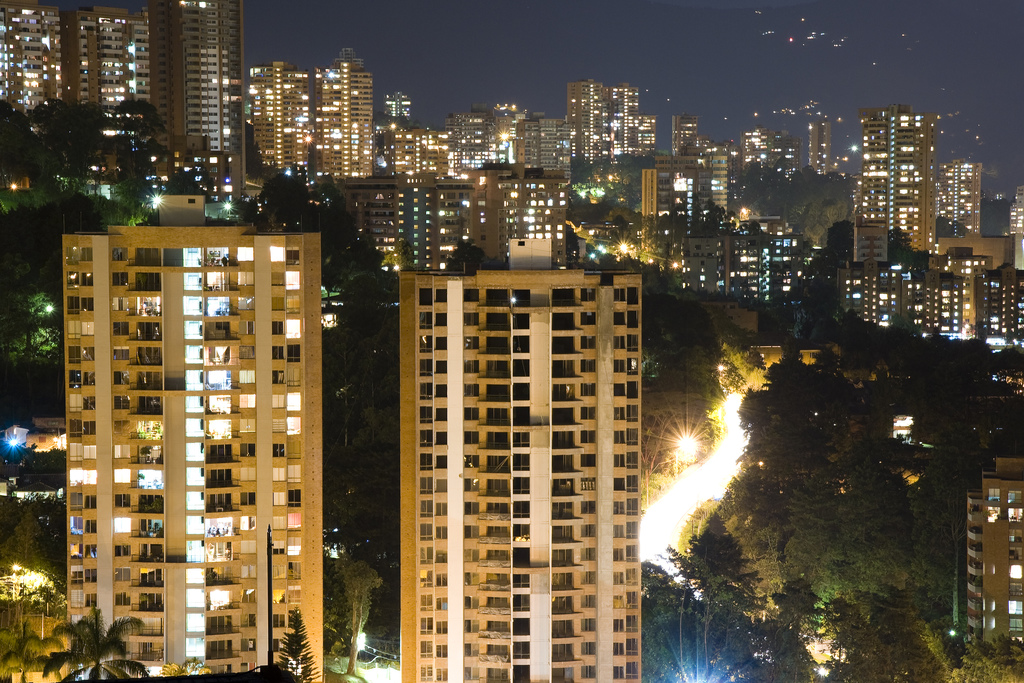
Medellín è la seconda città più popolata in Colombia.

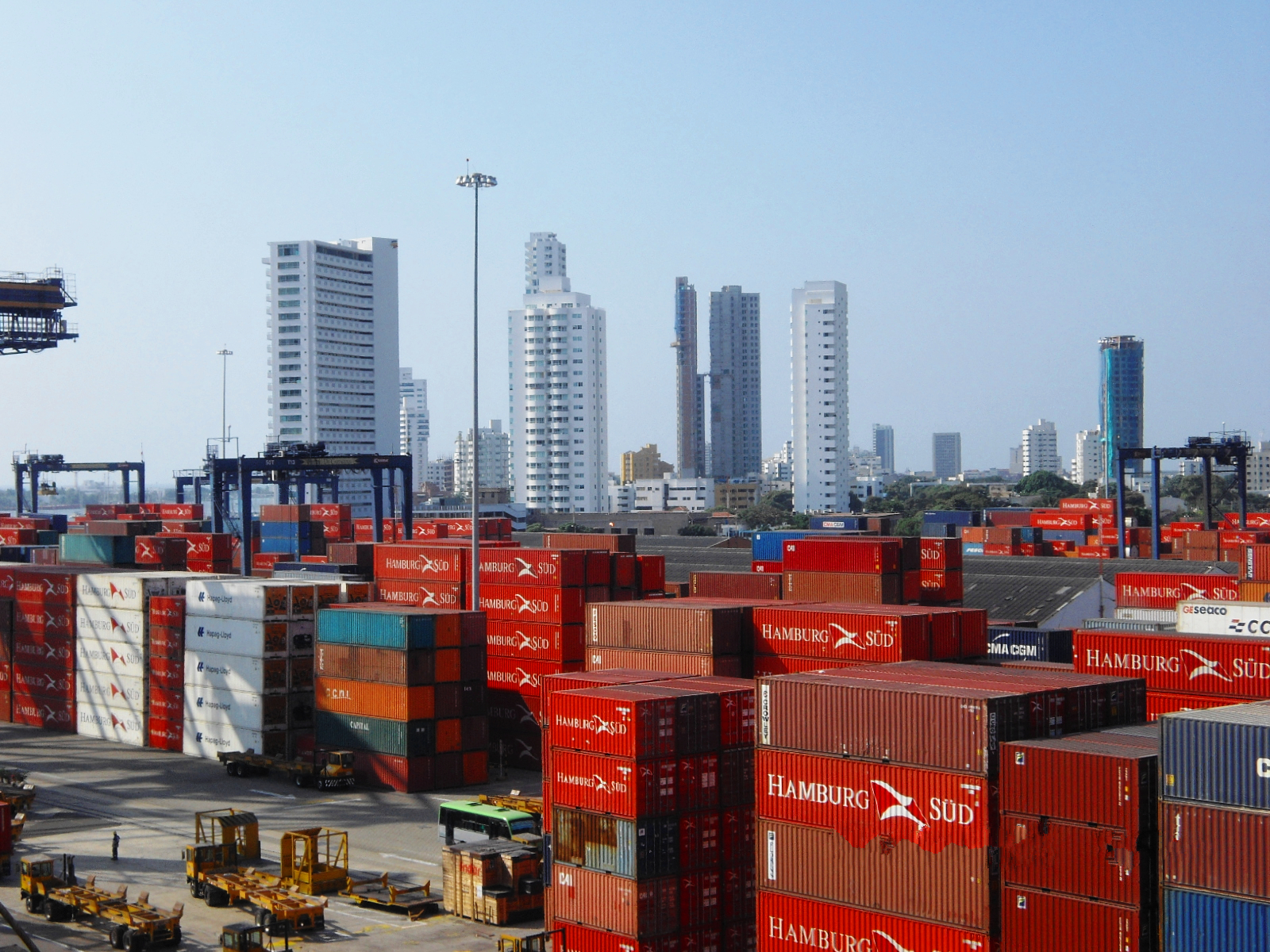
Porta Cartagena.

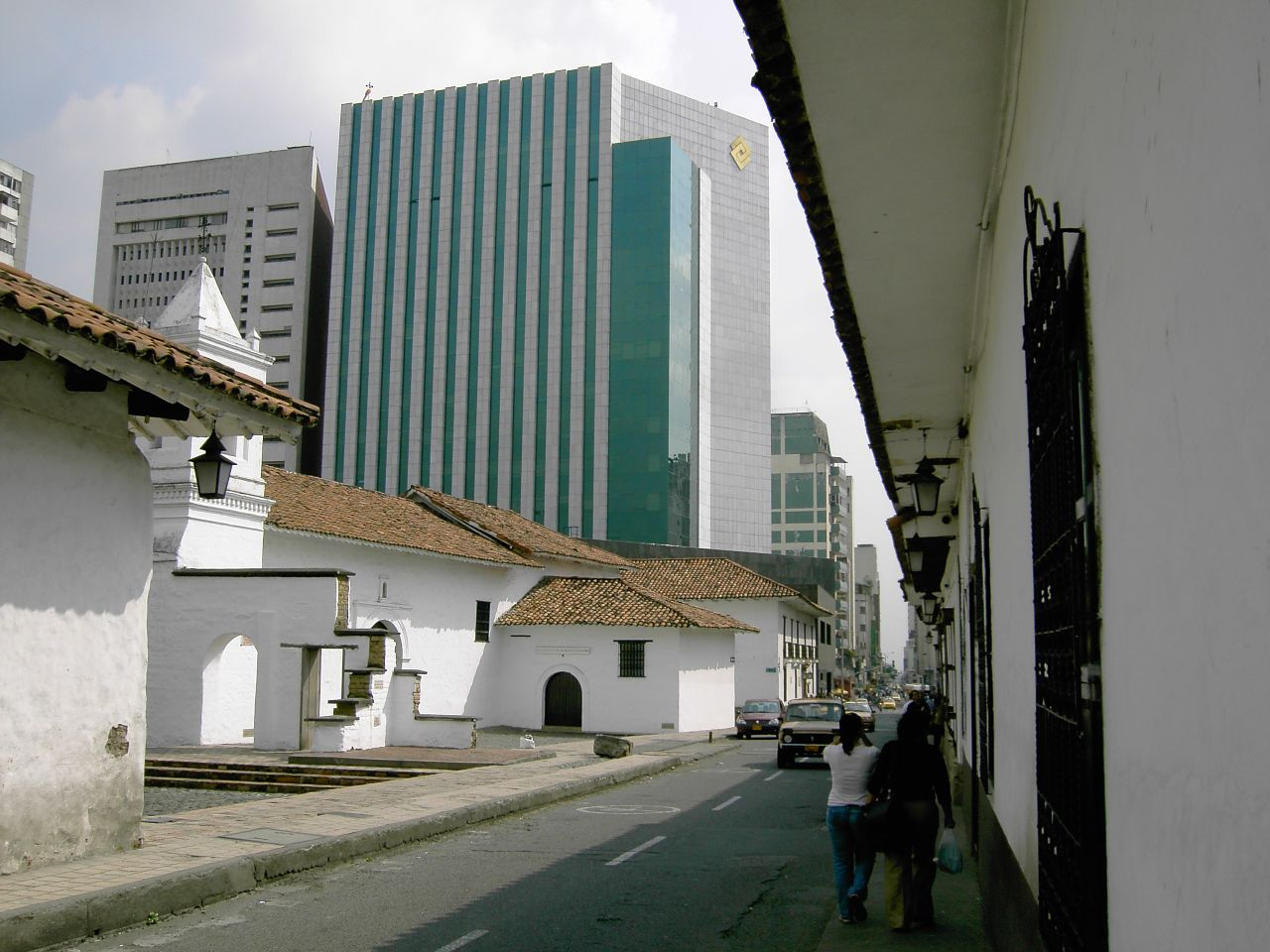
Cali è il principale centro economico, industriale e finanziario del sud-ovest della Colombia

L'economia della Colombia è al terzo posto per dimensione del Sud America. È regolamentata dal Ministerio de Hacienda y Crédito Público e dal Banco de la República de Colombia  (banca centrale), con il sostegno del Ministero del Commercio, dell'Industria e del Turismo.
La Banca della Repubblica è un organismo indipendente che controlla la quantità di denaro che circola nell'economia e il tasso di cambio della valuta al fine di evitare fenomeni di recessione e disoccupazione causati da un'elevata inflazione, oltre a controllare il credito interbancario. Il Ministerio de Hacienda y Crédito Público definisce, progetta e realizza la politica economica del paese, oltre ai piani generali, e ai programmi e progetti correlati. Rientra nella sua competenza anche la preparazione di leggi, decreti e regolamenti in materia di imposizione fiscale, doganale, di credito pubblico, di bilancio, tesoreria, cooperazione, finanza, valuta estera, monetaria e di credito, fatte salve le competenze conferite al Banco de la República.
L'economia ha sperimentato una fase di crescita dal 2002, nonostante i problemi legati all'ordine pubblico. Alcuni problemi sono ricorrenti, come il sistema pensionistico, il tasso di disoccupazione (11,6% nel 2011) e di sottoccupazione, in aggiunta ai bassi investimenti in materia di sviluppo delle infrastrutture stradali, petrolifere, minerarie e tecnologiche.
L'orario di lavoro legale è di 48 ore settimanali. Tuttavia, l'economia informale comprende quasi la metà dei lavoratori a cui non si applica il diritto del lavoro. Non esiste uno stato sociale in Colombia, che non ha quasi nessun sistema di assicurazione contro la disoccupazione, le pensioni o la salute. Di conseguenza, solo un milione di anziani riceve una pensione (e cinque milioni ne sono privi) e l'assistenza sociale è molto bassa. Molte persone di 70 e 80 anni sono costrette a continuare a lavorare o a chiedere l'elemosina. Il Paese è considerato il più diseguale dell'Organizzazione per la cooperazione e lo sviluppo economico (OCSE).
Secondo un sondaggio del quotidiano El Tiempo, nel 2020 la classe media rappresenterà il 25% della popolazione. I dati ufficiali indicano che il 42,5% della popolazione vive al di sotto della soglia di povertà. L'ascensore sociale è uno dei più lenti al mondo: una famiglia impiega in media undici generazioni per uscire dalla povertà.
La corruzione nella gestione pubblica in Colombia è diffusa e strutturale. Questa situazione genera perdite per il Paese stimate in circa 15 miliardi di dollari. La Colombia è stata anche afflitta da scandali che hanno coinvolto milioni di dollari in tangenti da parte della società di costruzioni brasiliana Odebrecht, così come la raffineria di Cartagena, un caso di appropriazione indebita di fondi pubblici venuto alla luce nel 2016 e che ha coinvolto membri dei governi di Álvaro Uribe (2002-2010) e Juan Manuel Santos (2010-2018).
Nel 2012 l'economia colombiana poggia su una forza lavoro di 23,1 milioni di persone, e ha generato un PIL, a parità di potere d'acquisto, di circa 500 miliardi di dollari americani, con un tasso medio di crescita annuo nell'ordine del 4,3%. Il reddito medio dei colombiani è stato di 10.700 dollari americani,. In Colombia nel 2012 le esportazioni sono ammontate a 59,6 miliardi di $, di cui la maggior parte destinate agli Stati Uniti, Cina e Paesi Bassi, e in misura minore verso Venezuela ed Ecuador. Le importazioni della Colombia sono ammontate a 55,5 miliardi di $, principalmente da Stati Uniti, Brasile, Messico, Cina, Venezuela e Giappone.

## Ambiente
Il 9% del territorio è protetto.
Trattati ambientali a cui la Colombia ha aderito: Ramsar (protezione aree umide), CITES, Basilea (rifiuti tossici), protocollo di Montréal (emissione di CFC), CBD (biodiversità).
Secondo un rapporto del WWF, quasi la metà degli ecosistemi colombiani sono in condizioni critiche o in pericolo. Inoltre, delle 1.853 specie vegetali valutate, 665 (36%) sono a rischio di estinzione, mentre delle 284 specie animali terrestri valutate, 41 sono in grave pericolo, 112 sono a rischio e 131 sono vulnerabili. Secondo il WWF, il degrado ambientale in Colombia è dovuto all'estrazione di petrolio e minerali e molte aziende responsabili sono straniere

### Flora
Tra i fiori della Colombia figurano le orchidee, i “fiori nazionali”. Esse crescono praticamente in tutte le regioni e zone climatiche del territorio, dalle dune sabbiose affacciate sul mare, alle ventose regioni montane sopra il limite della vegetazione arborea ma la zona che offre la maggior varietà di orchidee è Antioquia.
Per quanto riguarda le piante, una delle più incredibili dell'Amazzonia è la Victoria amazzonica, una specie di ninfea dalle foglie rotonde che è abbastanza forte da sostenere addirittura un bambino.
Esiste anche la frailejones, una pianta dalle foglie larghe, di un colore che va dall'argento all'oro, sistemate a forma di rosetta. La flora della Colombia è estremamente ricca, vi sono 34 parchi nazionali, 8 zone di dimensioni più ridotte chiamate Santuarios de fauna y flora, 2 riserve ed 1 zona naturale; il tutto protetto da un organismo nazionale chiamato Inderena (Istituto Nazionale delle Risorse Naturali Rinnovabili e dell'Ambiente), un ramo del Ministero dell'Agricoltura. Il ministero dell'Ambiente, creato nel 1994, ha preso a sé la gestione dei parchi nazionali attraverso il dipartimento dell'Unità Amministrativa speciale del Sistema dei parchi nazionali, che lavora in collaborazione con le organizzazioni locali. La prima riserva naturale fu quella della Cueva de los Guàcharos, del 1960.

### Fauna
La Colombia occupa il primato mondiale per la sua varietà di uccelli, che vanno dall'enorme condor andino al minuscolo colibrì. Vi si trova una gran varietà di macachi, pappagalli e tucani.
Si ha inoltre notizia di una moltitudine di specie acquatiche come gli ibis, gli aironi, i pellicani e i fenicotteri ma anche, tra i pesci, il famoso piranha e l'anguilla elettrica.
Per di più possiede una varietà enorme di anfibi, rettili, pipistrelli, roditori e insetti, fra questi ultimi risaltano le farfalle e gli scarabei.
Infine il territorio ospita la tipica fauna delle foreste pluviali: giaguari, armadilli, ocelotti, pecari, cervi, scimmie, serpenti, orsi. Tipico il formichiere e l'orso dagli occhiali.

## Cultura
Le abitudini culturali della Colombia hanno una speciale affinità con il resto dell'America Latina. La cultura della Spagna è stata storicamente la più influente, contribuendo alla stratificazione della società e all'introduzione della religione cattolica.
Alcune regioni del paese, come risultato del loro isolamento geografico e della difficoltà di accesso, hanno sviluppato nel corso del tempo una propria peculiarità culturale, come nel caso della cachaça (la zona centrale), dei paisas (eje cafetero e Antioquia), degli llaneros, dei vallunos (la zona "azucarera"), dei costeños (la costa caraibica) tra gli altri, i cui costumi differiscono a seconda delle differenti influenze delle discendenze africane, europee e arabe.
In Colombia si svolge il Carnevale di Barranquilla, nella città colombiana omonima, che è il secondo più importante Carnevale dell'America Latina, dopo il Carnevale di Rio de Janeiro e, dal 2003, iscritto nella lista dei patrimoni immateriali dell'umanità dell'UNESCO.

### Letteratura

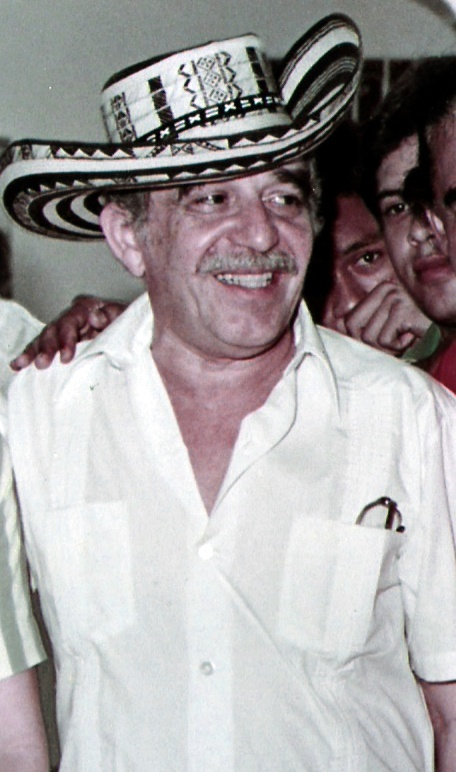
Il Premio Nobel per la letteratura Gabriel García Márquez.

La letteratura colombiana risale ai giorni della colonizzazione spagnola, epoca nella quale si evidenzia Hernando Domínguez Camargo, gesuita e scrittore influenzato da Luis de Gongora, con il Poema Épico a San Ignacio de Loyola. Nella letteratura del periodo post-indipendenza si segnalano Antonio Nariño, José Fernández Madrid, Camilo Torres Tenorio e Francisco Antonio Zea.
La seconda metà del diciannovesimo e l'inizio del ventesimo secolo hanno come massimi esponenti Tomás Carrasquilla, Jorge Isaacs e Rafael Pombo (Poeta Nacional de Colombia e esponente del romanticismo sudamericano, che si evidenzia nel genere della letteratura per bambini), José Asunción Silva, José Eustasio Rivera, León de Greiff, Porfirio Barba-Jacob e José María Vargas Vila. Nel 1871 venne istituita in Colombia la prima scuola della lingua castigliana in America.
Tra il 1940 e il 1950 ha visto la luce il movimento del nadaísmo, in risposta alla violenza dell'epoca, influenzata dall'esistenzialismo e dal nichilismo. Durante il cosiddetto Boom latinoamericano emerse come scrittore di maggior successo il Premio Nobel per la letteratura 1982, Gabriel García Márquez, esponente del realismo magico, con opere quali Cent'anni di solitudine (1967), (60 milioni di copie vendute nel mondo). Altri scrittori importanti furono Eduardo Caballero Calderón, Manuel Mejía Vallejo, Álvaro Mutis (insignito nel 2001 del Premio Miguel de Cervantes), Fernando Vallejo, Germán Castro, e il filosofo Nicolás Gómez Dávila, la cui attività, partendo da posizioni esplicitamente reazionarie, costituì un'aspra critica alla modernità.
In anni più recenti si segnala tra gli altri Marco Tulio Aguilera Garramuño, autore di Cuentos para después de hacer el amor (1983), scelto dalla rivista Semana come una delle dieci migliori opere di narrativa del XX secolo.

#### Teatro
Il teatro in Colombia è stato introdotto durante il periodo della colonizzazione spagnola nel 1560 con le aziende zarzuela. il teatro in Colombia è principalmente sostenuto dal Ministero della Cultura e varie entità affiliate stato o carattere privato.
Il Festival Iberoamericano de Teatro è un evento culturale nato a Bogotà, carattere internazionale che si svolge ogni due anni a Bogotà, in Colombia, ed è stato diretto e prodotto, fino alla sua morte nel mese di agosto 2008, Fanny Mikey imprenditore, attrice e culturale in Colombia nazionalizzata origine argentina. È l'evento culturale della massima importanza in Colombia e uno dei festival arti dello spettacolo in tutto il mondo. Altri eventi teatrali più importanti sono le seguenti: l'International Puppet Festival Fanfare (Medellín), il Festival Latino Americano di Teatro di Manizales, il Festival Internazionale del Teatro dei Caraibi (Santa Marta) e il nazionale e il festival internazionale d'arte della cultura popolare "invasione culturale" (Bogotà).

### Filosofia
In ambito filosofico, nel XX secolo si è distinta la figura di Nicolás Gómez Dávila, tra i più importanti critici della modernità.

### Arte

#### Pittura e scultura

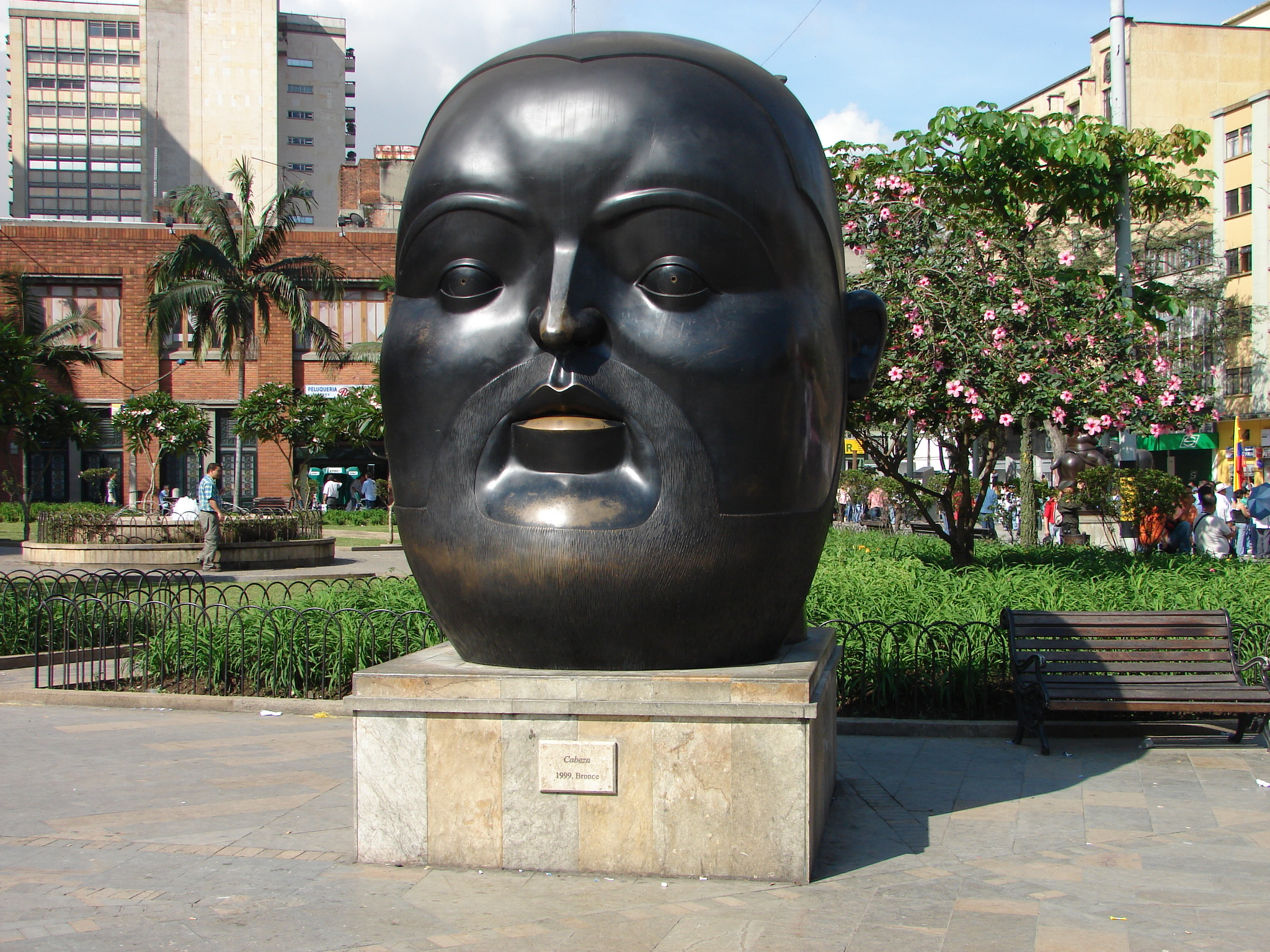
Cabeza di Fernando Botero a plaza Botero a Medellín.

Fernando Botero (Medellín, 19 aprile 1932-2023) è un pittore e scultore, importante esponente dell'arte contemporanea.
Enrique Grau (Cartagena, 18 dicembre 1920).
Alejandro Obregòn Rosès (Barcelona, Spagna, 4 giugno 1920 -Cartagena 1992)
Luis Caballero (Bogotà, 27 agosto 1943 - 19 giugno 1995).
David Manzur (Neira 1929)
Miguel Sopó Duque (Zipaquirá, 25 de septiembre de 1918)
Sempre nel XX secolo, in Colombia, si afferma la scultura astratta e geometrica con Edgar Negret e Eduardo Ramírez Villamizar.

#### Patrimoni dell'umanità
La Colombia può vantare di un ricco patrimonio culturale tanto che diversi suoi siti sono stati inseriti nella Lista dei patrimoni dell'umanità dell'UNESCO.

### Musica
In Colombia si sono sviluppati alcuni generi musicali e di danza come la Cumbia, il Vallenato e il Bambuco e sono diffusi altri generi comuni dei paesi latinoamericani come Salsa e Merengue. Shakira è una cantante colombiana di fama mondiale, tra i principali esponenti del pop latino; tra gli altri vi sono Fonseca, Carlos Vives, Sebastián Yatra, Juanes, J Balvin, Maluma, Karol G, Manuel Turizo e la cantante colombiana naturalizzata italiana Carolina Márquez.
Tra i gruppi musicali si possono ricordare gli Inquisition e i più recenti Aterciopelados, Bomba Estéreo, Cali y el Dandee, Morat.

### Cinema
Oggi il cinema colombiano ha fatto registrare una ripresa sia sul piano nazionale che internazionale.

### Media
Il giornale più antico della Colombia è El Espectador, quello che ha la massima diffusione è El Tiempo, altro giornale importante è El Heraldo di Barranquilla.

### Scienza e tecnologia

#### Medicina
Nel XX secolo si distinse, tra gli altri, in campo internazionale, la figura di Manuel Elkin Patarroyo, noto per aver sviluppato, nel 1987, un tipo di vaccino contro la malaria denominato SPf66.

#### La Colombia nello spazio
- 17 aprile 2007: viene lanciato Libertad 1, il primo satellite colombiano[117].

## Sport
Lo sport in Colombia è sostenuto principalmente dall'Istituto Colombiano dello Sport (Instituto Colombiano del Deporte - Coldeportes) assieme al Ministero della Cultura e associazioni indipendenti come federazioni, leghe e istituti dei vari sport. Gli sport sostenuti dal governo sono sviluppati all'interno di istituzioni scolastiche come Escuelas Deportivas, Deporte Universitario e Juegos Intercolegiados. I principali luoghi adibiti allo sport sono concentrati nelle città più popolate.
Il tejo, un gioco di origine indigena, è considerato lo sport nazionale.

### Calcio

Il calciatore Carlos Valderrama in azione contro la al

Il calcio è lo sport più popolare, nonostante il discontinuo palmarès internazionale, sia a livello di club che della selezione nazionale. La Federazione calcistica della Colombia, affiliata alla FIFA ed al CONMEBOL, dirige sia la selezione che la Dimayor, che organizza il campionato di prima divisione del calcio colombiano. La popolarità di questo sport è aumentato (legato anche a campioni quali René Higuita, Carlos Valderrama, Faustino Asprilla, Iván Córdoba, Fredy Guarín, Mario Yepes, Víctor Ibarbo, Juan Guillermo Cuadrado, Radamel Falcao, James Rodríguez, Luis Muriel e Duván Zapata), culminato con la partecipazione ai quarti di finale ai mondiali di calcio del 2014. La nazionale colombiana è stata, inoltre, campione della Copa América nel 2001.

### Ciclismo
L'aumento della popolarità del calcio ha relegato ad un posto di secondo piano il ciclismo, che negli anni ottanta fu in auge grazie ai risultati di ciclisti di polo quali Luis Herrera. Herrera fu il primo ciclista colombiano a vincere una tappa del Tour de France nel 1984 e tre anni più tardi si consacrò campione sia della Vuelta a España che della Vuelta a Colombia. Altri ciclisti importanti furono Efrain Forero, primo campione del Giro di Colombia, Martín Emilio Rodriguez, Fabio Parra, José Patrocinio Jiménez, Santiago Botero e soprattutto Nairo Quintana, che nel 2014 è stato il primo colombiano a vincere il Giro d'Italia, quasi un anno dopo essere salito sul secondo gradino del podio al Tour de France del 2013. E ancora l'importante affermazione nella specialità BMX di Mariana Pajón, medaglia d'oro olimpica ai Giochi di Londra 2012 e di Rio de Janeiro 2016.

### Pugilato
La pratica della boxe e, come per esempio del baseball, è più radicata nella costa caraibica. Nel pugilato si ricordano: Antonio Cervantes, campione del mondo dei welter junior dal 1972 al 1976 e dal 1977 al 1980; Rodrigo "Rocky" Valdes, Miguel "Happy" Lora (peso gallo) e Irene Pacheco (peso mosca), tra gli altri.

### Automobilismo

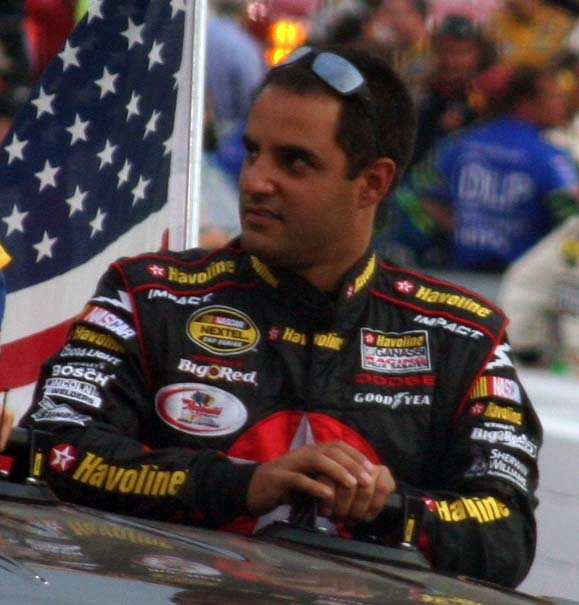
Il pilota Juan Pablo Montoya

Nell'automobilismo ricordiamo  Roberto José Guerrero e Juan Pablo Montoya.

### Altri sport
Nel baseball figurano, tra gli altri, Jackie Gutiérrez, Orlando Cabrera ed Edgar Renteria.
Il paese figura a livello internazionale in altre discipline individuali, come nel golf con Camilo Villega, e nel pattinaggio.

### La Colombia ai Giochi Olimpici e Paralimpici
Le discipline degli sport individuali hanno riportato i migliori risultati colombiani alle Olimpiadi. La prima medaglia d'oro per la Colombia ai Giochi olimpici fu conquistata da María Isabel Urrutia, nel sollevamento pesi, ai Giochi olimpici di Sydney 2000. La partecipazione più fruttuosa è stata quella di Londra 2012, quando Mariana Pajón (oro) e altri sette atleti vinsero otto medaglie (un oro, tre argenti, quattro bronzi); a Sydney 2000 la pesista María Isabel Urrutia vinse la prima medaglia d'oro nella storia del paese, anche se la prima medaglia olimpica è stata di Helmut Bellingrodt, medaglia d'argento nel tiro al piattello nel 1972 e nel 1984. Ai Giochi paralimpici la Colombia ha vinto solo una medaglia di bronzo con il nuotatore Moises Fuentes e una d'argento con la marciatrice Elkin Serna, entrambe nel 2008.

### Altri eventi sportivi
La Colombia è stata la sede di diversi eventi sportivi internazionali, come i VI Giochi panamericani nella città di Cali nel 1971 e più recentemente i Giochi mondiali 2013, ancora a Cali. Il Campionato mondiale di calcio Under-20 2011 è stato organizzato dalla Colombia. Avrebbe dovuto essere la sede del Campionato mondiale di calcio del 1986, ma essa rinunciò all'organizzazione per motivi economici, quindi i Mondiali si disputarono in Messico, che, fra l'altro, li aveva già ospitati nel 1970, appena sedici anni prima.

## Tradizioni

### Gastronomia

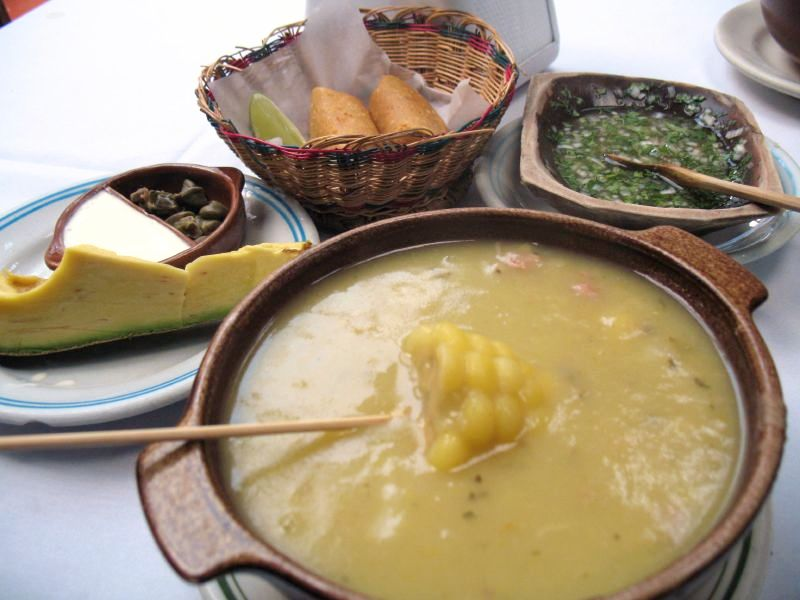
L'ajiaco bogotano.

La cucina colombiana offre numerose specialità, infatti, a seconda delle regioni, si possono provare numerosi piatti. Nelle zone costiere e nelle isole, importante è naturalmente il pesce, cotto spesso arrosto assieme a crostacei e frutti di mare, mentre nelle zone dell'interno la dieta è basata prevalentemente su piatti di carne suina e bovina, cotta arrosto o in umido con contorno di fagioli, riso e patate.
Tra i piatti principali ricordiamo la lechona, un maiale da latte cotto allo spiedo e ripieno di riso, l'hormiga culona, una grande formica che viene cucinata fritta e l'ajiaco, una zuppa a base di polpa di pollo.
Tra le bevande, oltre a quelle analcoliche, molto diffuse, come i succhi di frutta casalinghi ( jugos y batidos) e la aguapanela (acqua con zucchero di canna), è diffuso l'uso della birra nazionale, generalmente leggera, del ron (rum) e dell'aguardiente (superalcolico e acquavite, che deriva dalla distillazione della canna da zucchero e spesso è aromatizzata con anice). Ma il vero vanto della Colombia è rappresentato dal caffè (tinto), che esportato in queste terre dagli europei nel XVIII secolo ha trovato qui un ambiente favorevole per riprodursi e, grazie anche a tecniche di lavorazione che si sono evolute nel tempo, è considerato oggi uno dei migliori al mondo.

## Festività
Oltre alle festività del tradizionale calendario cristiano in Colombia si festeggia:
- maggio/giugno: Corpus Cristi - Corpus Domini
- giugno: Sagrado Corazòn de Jesùs - Sacro Cuore
- 29 giugno: San Pedro y San Pablo - Santi Pietro e Paolo
- 20 luglio: Grito de la Independencia- Dichiarazione di indipendenza dalla Spagna, nel 1810 (festa nazionale)
- 7 agosto: Batalla de Boyacà – Battaglia di Boyacá
- 15 agosto: La Asunciòn de Nuestra Señora – Assunzione di Maria
- 12 ottobre: Dìa de la Raza – Scoperta dell'America
- 11 novembre: Independencia de Cartagena – Indipendenza di Cartagena
- 14 novembre: Día de la mujer colombiana: Giorno della Donna Colombiana: in onore alla data di morte dell'eroina nazionale colombiana Policarpa Salavarrieta